# Liste der Kulturdenkmale in Augustusburg

Wappen von Augustusburg

In der Liste der Kulturdenkmale in Augustusburg sind die Kulturdenkmale der sächsischen Stadt Augustusburg verzeichnet, die bis Juni 2022 vom Landesamt für Denkmalpflege Sachsen erfasst wurden (ohne archäologische Kulturdenkmale). Die Anmerkungen sind zu beachten.
Diese Aufzählung ist eine Teilmenge der Liste der Kulturdenkmale im Landkreis Mittelsachsen.

## Augustusburg
| Bild                                    | Bezeichnung | Lage                                          | Datierung | Beschreibung | ID       |
| --------------------------------------- | --- | --------------------------------------------- | --- | --- | -------- |
| Direkt Bild zu diesem Denkmal hochladen | Denkmalschutzgebiet Altstadt Augustusburg (Satzung 01.06.2001) | (Altstadt) (Karte)                            | Ab etwa 1570 | Denkmalschutzgebiet Altstadt Augustusburg mit Schloss, Schlossberg und Stadtkirche; dieses Gebiet umfasst die Bebauung des Marktes, der Chemnitzer Straße, Schloßstraße, Engen Gasse, des Kirchplatzes sowie Schellsieben. Geschichtliche, künstlerische und städtebauliche Bedeutung. | 09240216 |
| Direkt Bild zu diesem Denkmal hochladen | Villa (Haus Heinzelmännchen) | Albin-Müller-Straße 1 (Karte)                 | 1900/1902 | Im frühen Heimatstil errichtet, Bestandteil eines um 1900 entstanden Villengebietes, von baugeschichtlichem und stadtentwicklungsgeschichtlichem Wert. Bauherr: Direktor R. Jesse aus Chemnitz, als Landhaus errichtet, Baugelände gehörte der Schellenberger Baubank, Fachwerkelemente im Giebelbereich, teilweise verbrettert, vorkragende Dächer, Balkone geschnitzt, Erker, teilsaniert, auf dem Grundstück der Schellenberger Baubank erbaut, die vermutlich die Grundstücke der Villenkolonie parzellierte und an Privateigentümer verkaufte. | 09240062 |
| Direkt Bild zu diesem Denkmal hochladen | Friedhof Augustusburg (Sachgesamtheit) | Am Friedhof (Karte)                           | 18./19. Jahrhundert | Sachgesamtheit Friedhof Augustusburg mit folgenden Einzeldenkmalen: Friedhofskapelle, Leichenhalle, Denkmal für die Gefallenen des Ersten Weltkrieges, vier Grabmale, zwei Grabanlagen und zwei Grufthäuser (siehe 09240079), die gärtnerischen Friedhofsgestaltung mit Kastanien- und Lindenalleen (Gartendenkmal) und die Einfriedung (Sachgesamtheitsteil); ortsgeschichtlich von Bedeutung. - Gebäude: Friedhofskapelle, Leichenhalle und zwei Grufthäuser - Einfriedung: Bruchsteinmauer - Erschließung: Zufahrtstor südlich der Friedhofskapelle mit zweiflügligem Ziergittertor, Torpfeiler aus Sandstein mit Kreuzen bekrönt, regelmäßiges Raster aus Wegen mit wassergebundener Decke - Alleen: Lindenallee (Tilia spec.) entlang des nördlich der Kapelle von Osten nach Westen verlaufender Weges, Rosskastanienallee (Aesculus hippocastanum) des südlich der Kapelle parallel dazu verlaufenden Weges, nördlich der Kapelle Lindenallee (Tilia spec.) | 09301157 |
| Direkt Bild zu diesem Denkmal hochladen | Friedhofskapelle, Leichenhalle, Denkmal für die Gefallenen des Ersten Weltkrieges, vier Grabmale, zwei Grabanlagen und zwei Grufthäuser (Einzeldenkmale der Sachgesamtheit 09301157) | Am Friedhof (Karte)                           | 1772 (Grabmal Zeller); 1780 (Grabmal Arnold); 1867 (Grabmal Weigel); bezeichnet mit 1885 (Grabplatte Richter); um 1900 (Grabanlage Fam. Findeisen); um 1910 (Grabanlage ohne Inschrift) | Einzeldenkmale der Sachgesamtheit Friedhof Augustusburg, ortsgeschichtlich von Bedeutung. - barockes Grabmal für Arnold Zeller (1772), Sandstein - barockes Grabmal für Zeller (1780), Sandstein, - neogotisches Grabmal für Friedrich August Weigel, gestorben 1867 - Grabplatte der Familie Richter (an der Leichenhalle), bezeichnet mit 1885 - Grabanlage mit Galvanoplastik für Familie Findeisen, um 1900 - Grabanlage mit Einfriedung, ohne Inschrift, um 1910 - Grufthaus der Familie Böhme, stärker erneuert, 2. Hälfte 19. Jahrhundert - Grufthaus (auf der Südseite des Friedhofs neben dem Grabmal Fischer und Ulbricht), 2. Hälfte 19. Jahrhundert | 09240079 |
| Direkt Bild zu diesem Denkmal hochladen | Villa | Am Kurplatz 11 (Karte)                        | 1906 | Als Sommerhaus der Familie Bernhard Schulze in Holzbauweise errichtet, Bestandteil eines um 1900 entstanden Villengebiets, von baugeschichtlichem und stadtentwicklungsgeschichtlichem Wert. Fenster erneuert und verändert, Garageneinbau, Erdgeschoss massiv, Obergeschoss Holzblockbauweise, Erker, Schwebegiebel, Holzverzierungen geschnitzt. | 09240064 |
| Direkt Bild zu diesem Denkmal hochladen | Villa | Am Kurplatz 12 (Karte)                        | 1901 | Landhaus in Holzblockbauweise, Bestandteil eines um 1900 entstanden Villengebiets, von baugeschichtlichem, baukünstlerischem und stadtentwicklungsgeschichtlichem Wert. Schwebegiebel, Ortbretter verziert, Erker, Balkone, als Landhaus für Eduard Rein aus Chemnitz erbaut, gehört zu den ersten bebauten Grundstücken im Wohngebiet für Landhäuser nahe der Augustusburg. | 09240066 |
| Direkt Bild zu diesem Denkmal hochladen | Villa Annen-Ruh | Am Kurplatz 13 (Karte)                        | 1905 | Als Sommerhaus des Chemnitzer Architekten Prof. Emil Torge in Holzblockbauweise erbaut, Bestandteil eines um 1900 entstanden Villengebiets, von baugeschichtlichem, baukünstlerischem und stadtentwicklungsgeschichtlichem Wert. Balkon mit geschnitzter Brüstung, Schwebegiebel, Fensterläden. | 09240063 |
| Direkt Bild zu diesem Denkmal hochladen | Villa | Am Kurplatz 14 (Karte)                        | Um 1905 | Malerischer Putzbau mit reichem Zierfachwerk, Bestandteil eines um 1900 entstanden Villengebiets, von baugeschichtlichem und stadtentwicklungsgeschichtlichem Wert. Fachwerk-Zwerchgiebel und Drempel aus Fachwerk, Balkone mit geschnitzten Holzbrüstungen, Schwebegiebel, Türmchen, Holzvorhäuschen. | 09240065 |
|                                         | Wohnhaus in geschlossener Bebauung mit Heiste | Enge Gasse 2 (Karte)                          | 1577 Vorgängerbau (abgebrannt 1929); 1930 (Neuaufbau) | Nach Brand 1930 in historisierender Bauweise wiederaufgebautes typisches kleinstädtisches Wohnhaus, von städtebaulichem Wert. Ausgebautes Dach, zweigeschossig, vier Achsen, originale Türportale, keine originale Haustür. | 09240106 |
|                                         | Wohnhaus in geschlossener Bebauung mit Heiste | Enge Gasse 4 (Karte)                          | 1569 Vorgängerbau (abgebrannt 1929); 1930 (Neuaufbau) | Nach Brand des Vorgängerbaus 1930 in historisierender Bauweise neu aufgebaut, von städtebaulichem Wert. Vier Achsen, Türportal, zweigeschossig, ausgebautes Dach. | 09240107 |
| Direkt Bild zu diesem Denkmal hochladen | Wohnhaus in geschlossener Bebauung mit Heiste | Enge Gasse 6 (Karte)                          | 1569 Vorgängerbau (abgebrannt 1929); 1930 (Neuaufbau) | Neuaufbau nach Brand des Vorgängerbaus in historisierender Bauweise, von städtebaulichem Wert. Sechs Achsen, zweigeschossig, ausgebautes Dach, Türportal, saniert. | 09240108 |
| Direkt Bild zu diesem Denkmal hochladen | Wohnhaus in geschlossener Bebauung und Heiste | Enge Gasse 10 (Karte)                         | 1609 | Zum historischen Ortskern von Augustusburg gehörendes Fachwerkhaus aus dem frühen 17. Jahrhundert, von baugeschichtlichem, stadtentwicklungsgeschichtlichem und städtebaulichem Wert. Erdgeschoss massiv, Fachwerk-Obergeschoss mit Andreaskreuzen in Brüstungsfeldern und oberhalb der Fenster, teilweise Feuerböcke, Fachwerk bei Restaurierungsarbeiten 1955 erneuert, dreigeschossig, bei Restaurierungsarbeiten ergaben sich Hinweise auf Erdgeschoss-Fachwerk, teilsaniert. | 09240109 |
|                                         | Wohnhaus in geschlossener Bebauung | Enge Gasse 11 (Karte)                         | Um 1700 | Zum historischen Ortskern von Augustusburg gehörendes Fachwerkhaus aus dem ausgehenden 17. Jahrhundert, von baugeschichtlichem, ortsentwicklungsgeschichtlichem und städtebaulichem Wert. Fachwerk, im Erdgeschoss teilweise Fachwerk erhalten, Schiffchenkehle an Schwelle, Satteldach. | 09240110 |
| Direkt Bild zu diesem Denkmal hochladen | Villa | Hieronymus-Lotter-Straße 4 (Karte)            | 1902 | Gut erhaltenes Beispiel der um 1900 entstandenen Landhaus-Siedlung in Augustusburg, baugeschichtlich von Bedeutung. Eineinhalbgeschossiger Putzbau auf unregelmäßigem Grundriss, Sockel Naturstein, Erdgeschoss verputzt, unterschiedliche Fensterformate, Fenster mit gesprossten Oberlichtern, Hauseingang mit Pultdach, originale einflügelige Haustür, Füllungen verziert (Sonnenmotiv), halbrunder Erker, Dachgeschoss mit Wohnfunktion, die Giebel holzverschalt, Erker mit Säulen, Schieferdach. Innen guter Originalzustand, zeittypische Ausstattung (Türen, Fliesen, gewendelte Holztreppe, Bleiglasfenster im Treppenhaus), saniert. | 09243384 |
| Weitere Bilder                          | Brunnenanlage (Märchenbrunnen) | Hintere Schloßauffahrt (Karte)                | 1908 | Kleine Brunnenanlage mit Brunnenfigur nach Entwurf des Dresdner Bildhauers Hans Hartmann-MacLean, ursprünglich im Schlosshof, in authentischem Zustand von künstlerischem und städtebaulichem Wert. Brunnenanlage mit Plastik in Muschelkalk und Marmor. | 09240073 |
|                                         | Wohnhaus in geschlossener Bebauung | Hohe Straße 1 (Karte)                         | 1720 | 1720 erbauter Putzbau in landschaftstypischer Bauweise, baugeschichtlich von Bedeutung. Vorgängerbau 1701 abgebrochen, Neuaufbau 1720 durch Johann Carl Otto (Besitzer), datiert am Türportal mit 1760 (wohl Umbau), zweigeschossiger Putzbau mit Segmentbogenportal mit Schlussstein, dort bezeichnet mit 1760, Satteldach mit Dachausbau. | 09240112 |
| Direkt Bild zu diesem Denkmal hochladen | Ausstattung eines Fleischerladens | Hohe Straße 6 (Karte)                         | Um 1900 | Mit originalen Fliesen, handwerklich-künstlerisch von Bedeutung | 09240111 |
|                                         | Wohnhaus in geschlossener Bebauung und Heiste | Hohe Straße 20 (Karte)                        | 1829 | Zeit- und landschaftstypischer Putzbau mit Satteldach, baugeschichtlich und städtebaulich von Bedeutung. Türportal im Schlussstein datiert, Haus wahrscheinlich um 1750, Obergeschoss in Ziegelmauerwerk, ursprünglich wahrscheinlich Fachwerk, Erdgeschoss Bruchsteinmauerwerk. | 09240113 |
| Weitere Bilder                          | Östliches Herrenhaus, südöstliches Wohnhaus und drei Wirtschaftsgebäude über U-förmigem Grundriss des ehemaligen Rittergutes (Jägerhof) sowie die zum Jägerhof hinführende Lindenreihe | Jägerhofgasse 4 (Karte)                       | Um 1750, südöstliches Gebäude | Herrenhaus als verputzter Bruchsteinbau, Fassade betont durch flachen Mittelrisalit mit Dreiecksgiebel, Fensterverdachungen mit Segmentgiebeln bzw. Dreiecksgiebeln der mittleren drei Fenster, südöstliches Wohnhaus in früherer Zeit eventuell auch Herrenhaus, breit gelagerter Putzbau mit Mansardwalmdach, baugeschichtlich und ortsgeschichtlich von Bedeutung. Der ehemalige Jägerhof entstand 1527, ursprünglich als Sitz der kurfürstlichen Wild- und Fischmeister. Es gibt unterschiedliche Aussagen zum ehemaligen Herrenhaus: Eine Quelle sagt aus, dass es 1824 abbrannte. Auf alten Stichen ergibt sich jedoch ein anderer Standort, so dass die Annahme besteht, dass das südöstliche Wohnhaus das ehemalige Herrenhaus ist. Ein Hinweis ist auch das Mansarddach, das die Fassade des heutigen Wohnhauses betont. Dreiecksgiebel, Fensterverdachungen mit Segmentgiebeln bzw. Dreiecksgiebeln der mittleren drei Fenster, elf Achsen, andere Seitengebäude stärker verändert. Die zum Jägerhof hinführende Baumreihe aus ehemals geschnittenen Linden ist bereits auf den Sächsischen Meilenblättern von 1788 verzeichnet. | 09240077 |
| Weitere Bilder                          | Evangelische Stadtkirche St. Petri und ehemaliger Kirchhof (Sachgesamtheit) | Kirchplatz 1 (Karte)                          | 18. Jahrhundert (Kirchhof); 1567 (Lotterlinde) | Sachgesamtheit Evangelische Stadtkirche und Kirchhof mit folgenden Einzeldenkmalen: Kirche mit Ausstattung, Kirchhof, Denkmal für die Gefallenen des Ersten Weltkrieges, Denkmal für die Gefallenen von 1870/71, Grabmal, Gedenkstein und sogenannte Lotter-Linde (siehe 09240082); Hallenkirche im klassizistischen Stil, nach Brand 1894–1896 im neobarocken Stil umgebaut (besonders das Innere, Architekten waren Schilling & Graebner, Dresden), baugeschichtlich, ortsgeschichtlich und ortsbildprägend von Bedeutung - Erschließung: Zugang über den Kirchplatz südlich der Kirche, vom Schloßweg im Osten sowie durch ein Tor vom Pfarrhaus im Westen, orthogonales Wegesystem mit wassergebundener Decke, Kirchplatz mit Granitpflaster, Fläche um die Kirche mit großformatigen Granitplatten belegt - Doppelreihe aus Linden westlich der Kirche, Lindenalleen entlang der Wege im östliche Kirchhof, sogenannte Lotter-Linde (benannt nach Hieronymus Lotter, dem Erbauer von Schloss Augustusburg) im Westen des Kirchplatzes - erhöhter Aussichtspunkt im Norden des Kirchhofs mit Mauer zum Schloßweg 1, Blickbeziehung in die nördlich gelegene Landschaft, niedrige Stützmauer entlang des südlichen Abschnitts des Schloßwegs | 09305159 |
| Weitere Bilder                          | Kirche mit Ausstattung, Kirchhof, Denkmal für die Gefallenen des Ersten Weltkrieges, Denkmal für die Gefallenen von 1870/71, Grabmal und Gedenkstein (Einzeldenkmale der Sachgesamtheit 09305159) | Kirchplatz 1 (Karte)                          | 1840–1845, später überformt (Kirche) | Einzeldenkmale der Sachgesamtheit Evangelische Stadtkirche und Kirchhof; Hallenkirche im klassizistischen Stil, nach Brand 1894–1896 im neobarocken Stil umgebaut (besonders das Innere, Architekten: Schilling & Graebner, Dresden), baugeschichtlich, ortsgeschichtlich und ortsbildprägend von Bedeutung. - Kirche: neuer Innenausbau nach Brand 1893 bis 1896, an der Kirche Christus-Skulptur mit Wundmalen - Kirchhof: keine Friedhofsnutzung mehr, heute Grünanlage - Denkmale: - für die Gefallenen des Ersten Weltkriegs an der Nordgrenze im Osten des Kirchhofs - für die Gefallenen von 1870/71 südlich der Kirche - Grabmal westlich der Kirche - Gedenkstein östlich des Kirchturms | 09240082 |
| Weitere Bilder                          | Wohnhaus und Seitengebäude eines Gehöfts sowie Pforte zum Kirchhof (Lotterhof) | Kirchplatz 2 (Karte)                          | Um 1570 | Erbaut von Hieronymus Lotter, nach Umbau im frühen 18. Jahrhundert heute barockes Erscheinungsbild, baugeschichtlich, hausgeschichtlich und ortsgeschichtlich von Bedeutung. Baudetails wie stark profilierte Unterzüge im Treppenhausbereich und Holztreppe aus Entstehungszeit, Baumaterial aus der alten Burg Schellenberg hierfür verwendet, Fenster barock, Zwerchgiebel nachträglich, Satteldach, sieben Achsen, alte Dachkonstruktion, Holzteile gebeilt, Holzverbindungen geblattet, Dach mit Kehlbalken, ursprünglich auch Hahnebalken. Als Bauwerk des berühmten Baumeisters Hieronymus Lotter und auf Grund seines hohen Alters und wertvollen Baubestandes erlangt der „Lotterhof“ baugeschichtliche, ortsgeschichtliche und personengeschichtliche Bedeutung. Das Bürgerhaus kann auf eine über 400jährige wechselvolle Geschichte zurückblicken. Andreas Gutewoch wird in den Akten als erster Besitzer des damaligen Wiesengrundstücks genannt. Sein Wohnhaus stand an der Stelle der jetzigen Stadtkirche St. Petri. 1567 kaufte Hieronymus Lotter einen Teil dieses Wiesengrundstücks und erbaute darauf sein Wohnhaus, das heute als „Lotterhof“ bezeichnet wird. Zum Bau verwendete er Materialien (Holz und Steine) von der alten Schellenburg. 1577 verließ Lotter sein Wohnhaus endgültig und siedelte nach Geyer über, wo er bereits seit 1561 aktiv im Bergbau tätig war. Der Lotterhof hatte in der Kirche zwei freie Stände und Amtmann David Müller 1651 ein Bier-Privileg. 1709 wurde durch Carl Christian Junghans das untere Stockwerk, das aus Holz bestand, durch eines aus Steinwerk ersetzt. 1920 erfolgte der Bau der Dacherker. 1996–1999 wurde eine grundlegende Sanierung durchgeführt. Auf der Grundlage der Ergebnisse restauratorischer Untersuchungen konnten historische Architekturteile und Farbfassungen wieder sichtbar gemacht werden (zitiert nach Faltblatt Der Lotterhof in Augustusburg von Autor Burkhard Bergmann, erschienen in der Reihe Denkmale im Landkreis Freiberg). | 09240084 |
| Direkt Bild zu diesem Denkmal hochladen | Postgebäude in halboffener Bebauung | Marienberger Straße 1 (Karte)                 | 1904 | Aufwändiger Putzbau mit Schmuckgiebeln und Eckerker, baugeschichtlich und städtebaulich von Bedeutung. Eckquaderung, Putznutung im Erdgeschoss, Zwerchgiebel, Mittelrisalit, Fensteroberlichter mit Sprossen. | 09240076 |
| Direkt Bild zu diesem Denkmal hochladen | Mietshaus in geschlossener Bebauung | Marienberger Straße 7 (Karte)                 | 1901 | Reich gegliederter Putzbau mit Schmuckfachwerk an den Dachhäuschen, baugeschichtlich und städtebaulich von Bedeutung. Fachwerk-Zwerchgiebel, Putzstuck, ornamentaler und figuraler Schmuck, Oberlichter der Fenster teilweise mit Sprossen, originale Gaupen. | 09240075 |
|                                         | Rathaus | Marienberger Straße 24 (Karte)                | 1856 | Putzbau mit Putznutung im Erdgeschoss, baugeschichtlich und ortsgeschichtlich von Bedeutung. mit Schlussstein des Vorgängerbaus an der Tür, bezeichnet mit 1564, Gesims, Fenster- und Türgewände original, Putzfassade. | 09240074 |
| Direkt Bild zu diesem Denkmal hochladen | Villa (Waldstraße 6), Remise (Marienberger Straße 31) und Garten | Marienberger Straße 31 (Waldstraße 6) (Karte) | 1901 (Villa); um 1900 (Chauffeurwohnung) | Villa repräsentativer Putzbau mit aufwändigem Zierfachwerk und Turm, Garten mit altem Baumbestand, Bestandteil eines um 1900 entstanden Villengebiets, von baugeschichtlichem, stadtentwicklungsgeschichtlichem und gartenkünstlerischem Wert. - Villa: vereinfacht, Balkon zugesetzt, Fachwerk-Elemente, ursprünglich ockerfarbige Fassadenfassung, heute weiß, ursprünglich mit Putzquaderung, heute glatt verputzt, Fenstergewände erhalten, Schwebegiebel, Knaggen, Andreaskreuze in Fachwerk-Konstruktion, 1936 Umbau zum Mehrfamilienhaus für Bauherr Dr. med. Rolfs (Augustusburg) durch die Baumeister F. Münzenberger und H. Gensel, Treppenveränderung 1935 durch Baumeister Paul Günther - Nebengebäude: vermutlich Wohnhaus der Bediensteten und Garage, Fachwerk-Kniestock, Erdgeschoss massiv, teilweise verändert - Villengarten (Nebenanlage): Einfriedung als Holzlattenzaun, Wegesystem überwachsen, Altbaumbestand u. a. Stieleiche (Quercus robur), Blutbuche (Fagus sylvatica f. purpurea), Douglasie (Pseudotsuga menziesii), Eibe (Taxus baccata) und Rhododendren | 09240072 |
| Weitere Bilder                          | Wohnhaus (heute Gasthof Landsknecht) | Markt 1 (Karte)                               | 1798 | Heute Gasthof, Fachwerkobergeschoss aus Zeit um 1800, straßenseitiges Portal bezeichnet mit 1798, weiterhin Renaissance-Portal bezeichnet mit 1564 am Schlussstein, baugeschichtlich und ortsgeschichtlich von Bedeutung. Erdgeschoss massiv, Kellergewölbe, Dachstuhl erneuert, nur Rest erhalten, Satteldach, wichtig für das Ortsbild, zwei Fenstergewände aus Zeit um 1564, beide Giebel massiv. | 09240100 |
|                                         | Wohnhaus in halboffener Bebauung in Ecklage | Markt 8 (Karte)                               | Um 1800 | Zeittypischer Putzbau mit späterem Ladeneinbau und Satteldach, baugeschichtlich und städtebaulich von Bedeutung. Türportal und Fenstergewände, aufwendig verzierte Haustür, saniert. | 09240101 |
| Direkt Bild zu diesem Denkmal hochladen | Wohnhaus in geschlossener Bebauung und Ecklage | Markt 10 (Karte)                              | 1719/1720 (Dendro) | Obergeschoss teilweise Fachwerk verputzt, baugeschichtlich und städtebaulich von Bedeutung. Haustür, Tür- und Fenstergewände original, im Hofbereich zugesetzter Laubengang, Mansarddach. | 09240105 |
| Weitere Bilder                          | Gasthof Lehngericht | Markt 14 (Karte)                              | 1475, nur Keller erhalten; 1760 | Breit gelagerter Putzbau mit östlichem Verandenanbau, Betonung der Fassadenmitte durch großes Portal, vier hochrechteckige Fenster des Saals und Giebeldreieck, Krüppelwalmdach, baugeschichtlich, städtebaulich und ortsgeschichtlich von Bedeutung. Von großer städtebaulicher Bedeutung, guter Originalbestand, teilsaniert; aus der ersten Entstehungszeit von 1475 ist nur tonnengewölbter Keller erhalten, ansonsten wurde das Haus in heutiger Form 1760 erbaut. | 09240102 |
| Direkt Bild zu diesem Denkmal hochladen | Wohnhaus in offener Bebauung | Markt 15 (Karte)                              | Bezeichnet mit 1832 | Putzbau mit ausgewogener Fassade, Mansarddach mit Schopfwalm, baugeschichtlich und städtebaulich von Bedeutung. Originale Tür und Fenster, 4 zu 7 Achsen im Obergeschoss, Türportal datiert, massiv. | 09240104 |
|                                         | Wohnhaus in geschlossener Bebauung und Ecklage | Markt 17 (Karte)                              | Bezeichnet mit 1832 | Putzbau mit späterem Ladeneinbau und mittigem Dachhäuschen, baugeschichtlich und städtebaulich von Bedeutung. Zwerchgiebel, fünf Achsen, originale Haustür, Türportal und Fenstergewände, Krüppelwalmdach, Kartusche von 1656. | 09240103 |
| Weitere Bilder                          | Pfarrhaus in geschlossener Bebauung | Pfarrgasse 1 (Karte)                          | Um 1800 | Obergeschoss Fachwerk, baugeschichtlich und ortsgeschichtlich von Bedeutung. Erdgeschoss massiv, Fenstergewände original, Satteldach, originale Haustür. | 09240086 |
| Weitere Bilder                          | Kantorat in halboffener Bebauung | Pfarrgasse 2 (Karte)                          | Um 1800 | Putzbau mit ausgewogener Fassade, Krüppelwalmdach, baugeschichtlich und ortsgeschichtlich von Bedeutung, teilsaniert | 09240085 |
|                                         | Wohnhaus in halboffener Bebauung | Schellsieben 1 (Karte)                        | Bezeichnet mit 1759 | Putzbau mit Satteldach und Dachhecht, baugeschichtlich von Bedeutung, Türportal mit datiertem Schlussstein | 09240089 |
| Weitere Bilder                          | Schloss Augustusburg (Sachgesamtheit) | Schloß 1 (Karte)                              | 1568–1572 (Schlossanlage); 16. Jahrhundert (Bärengarten); 1421 (Linde) | Sachgesamtheit Schlossanlage mit folgenden Einzeldenkmalen: Jagdschloss als geschlossene Vierflügelanlage mit Hauptportal im nördlichen Torflügel, südlichem Torflügel, östlicher Schlosskapelle sowie Innenausstattung, nördlich der Schlossanlage vorgelagertes Torhaus mit Schlossbrücke, südlich der Schlossanlage angegliederter Wirtschaftshof mit Brunnenhaus und Einfriedungs- und Brüstungsmauern sowie Einfriedungsmauern des Bärengartens (siehe 09240094), dazu der Bärengarten und die Schlosslinde (Gartendenkmal); Schlossanlage von herausragender baukünstlerischer, baugeschichtlicher, landesgeschichtlicher und landschaftsprägender Bedeutung, als Ort einer frühen Haftstätte (Konzentrationslager) der NS-Zeit auch zeitgeschichtlich von Bedeutung. Wichtigstes Beispiel eines Renaissanceschlosses in Sachsen, Schlosskapelle nach Entwürfen von van der Meer, im 19. Jahrhundert Vereinfachungen am Schloss vorgenommen. Die Schlosslinde nördlich des Schlosses wurde nachweislich 1421 gepflanzt. Sie wurde als Laube genutzt, dafür wurden wohl ab dem 16. Jahrhundert die Äste in eine horizontale Form gebogen und von einer Unterkonstruktion gestützt. Der Bärengarten diente bis 1757 der Haltung von Bären, die Einfriedungsmauer ist an der Ost- und Südseite in ihrer vollständigen Höhe erhalten, die westliche Mauer wurde nach dem Einsturz durch eine niedrigere Mauer ersetzt, in der Nordostecke befand sich der Bärenfang. Heute befindet sich der Bärengarten in Privatbesitz und wird als Villengarten genutzt. | 09301156 |
| Weitere Bilder                          | Jagdschloss als geschlossene Vierflügelanlage mit Hauptportal im nördlichen Torflügel, südlichem Torflügel, östlicher Schlosskapelle sowie Innenausstattung, nördlich der Schlossanlage vorgelagertes Torhaus mit Schlossbrücke, südlich der Schlossanlage angegliederter Wirtschaftshof mit Brunnenhaus und Einfriedungs- und Brüstungsmauern sowie Einfriedungsmauern des Wildgeheges (Bärengarten), Einzeldenkmale der Sachgesamtheit 09301156 | Schloß 1 (Karte)                              | 1568 bis 1572 (Jagdschloss); 1571 (Schlosskapelle); 1851 (Brunnenhaus) | Einzeldenkmale der Sachgesamtheit Schloss Augustusburg; im Innern u. a. Altargemälde von Lucas Cranach d. J., bedeutende Reste von Wandmalereien; Schlossanlage von herausragender baukünstlerischer, baugeschichtlicher, landesgeschichtlicher und landschaftsprägender Bedeutung, als Ort einer frühen Haftstätte (Konzentrationslager) der NS-Zeit auch zeitgeschichtlich von Bedeutung. Wichtigstes Beispiel eines Renaissanceschlosses in Sachsen, Schlosskapelle nach Entwürfen von van der Meer, im 19. Jahrhundert Vereinfachungen am Schloss vorgenommen. Das Brunnenhaus entstand in seinem jetzigen Zustand 1851, es enthält das einzige in Sachsen noch erhaltenen Treibe-Göpelwerk. | 09240094 |
| Weitere Bilder                          | Richtstätte (Pranger) | Schloßstraße (Karte)                          | 17./18. Jahrhundert | Porphyrkubus mit Halseisen, umgeben von schmiedeeisernem Zaun, ortsgeschichtlich von Bedeutung. Kette mit Halseisen an Vorderseite, umgeben von Eisenzaun, eventuell aus der Zeit des Schlossbaus oder älter. | 09240093 |
| Direkt Bild zu diesem Denkmal hochladen | Denkmal für Julius Mulfinger | Schloßstraße (Karte)                          | 1911 | Vorsteher und Apotheker, Natursteinblock mit Büstenrelief, ortsgeschichtlich von Bedeutung, gestiftet von Naturfreunden | 09240095 |
|                                         | Schule | Schloßstraße 1 (Karte)                        | 1878 | Markanter Putzbau in zeittypischer Bauweise von stadtgeschichtlichem, baugeschichtlichem und städtebaulichem Wert. Putzquaderung an Ecken im Erdgeschoss, Lisenen im Obergeschoss, fünf Achsen. | 09240098 |
|                                         | Wohnhaus in geschlossener Bebauung | Schloßstraße 2 (Karte)                        | Um 1820 | Gut proportionierter Putzbau aus dem beginnenden 18. Jahrhundert, der den Straßenzug zur Augustusburg maßgeblich prägt, von baugeschichtlichem und stadtentwicklungsgeschichtlichem Wert. Originale Tür- und Fenstergewände, Mansarddach, originale Haustür mit geschnitztem Sonnenmotiv und Blattornamenten, teilsaniert. | 09240099 |
|                                         | Wohnhaus in nahezu offener Bebauung | Schloßstraße 3 (Karte)                        | Bezeichnet mit 1716 | Breit gelagerter Putzbau mit kräftigem Traufgesims und hohem Walmdach, baugeschichtlich und ortsgeschichtlich von Bedeutung. Am Schlussstein des Türportals datiert, laut heimatgeschichtlicher Forschung des Oberlehrers Jahn 1572 erbaut, vermutlich mit Hilfe der Grundakten, Erdgeschoss angeblich aus Abbruchmaterial der Burg Schellenberg, fast vollständig unterkellert, Tonnengewölbe, diente als Amtswaschhaus für das Schloss, teilweise auch mit Schulstuben, teilsaniert. | 09240097 |
|                                         | Wohnhaus in offener Bebauung | Schloßstraße 4 (Karte)                        | Bezeichnet mit 1777 | Obergeschoss in verputztem Fachwerk, Satteldach, baugeschichtlich und städtebaulich von Bedeutung. Am Schlussstein des Türportal datiert, Mansarddach, nachträglicher Anbau, originale Haustür mit Verzierungen, Gewände aus Porphyrtuff. | 09240096 |
| Weitere Bilder                          | Wohnhaus mit Apotheke in halboffener Bebauung | Schloßstraße 6 (Karte)                        | Bezeichnet mit 1841 | Obergeschoss Fachwerk, hohes Walmdach mit Dachhäuschen, baugeschichtlich und straßenbildprägend von Bedeutung. Bausubstanz älter, Erdgeschoss massiv, Türportal bezeichnet über Apotheke, anderes Türportal mit nachträglicher Datierung 1518 und 1958. Die Fenstergewände weisen zum Teil auf die Bauetappe der 1. Hälfte des 18. Jahrhunderts hin. | 09240087 |
| Weitere Bilder                          | Wohnhaus in halboffener Bebauung mit südlicher Torbogeneinfahrt | Schloßstraße 7 (Karte)                        | 1530–1550 | Bürgerhaus der Renaissance, baugeschichtlich von Bedeutung. Keller tonnengewölbt, ehemaliges Renaissanceportal durch Kopie ersetzt, Rundbogeneinfahrt neben Haus, Fenster erneuert, Renaissanceportal aus der Zeit um 1550, Bausubstanz verändert, saniert. | 09240088 |
|                                         | Wohnhaus in offener Bebauung | Schloßstraße 8 (Karte)                        | Um 1840 | Breit gelagerter Putzbau mit Krüppelwalmdach und zahlreichen Dachhäuschen, baugeschichtlich von Bedeutung. Originale Tür- und Fenstergewände, saniert. | 09240090 |
| Direkt Bild zu diesem Denkmal hochladen | Wohnhaus in offener Bebauung (Bärengartenhaus) | Schloßstraße 9 (Karte)                        | 1794 | Putzbau mit Krüppelwalmdach und fünf Fledermausgaupen, baugeschichtlich und ortsgeschichtlich von Bedeutung. Originale Haustür, Tür- und Fenstergewände, vermutlich massiv errichtet, kleiner Balkon, Bausubstanz eventuell älter, saniert. | 09240091 |
| Weitere Bilder                          | Wohnhaus in offener Bebauung | Schloßstraße 10 (Karte)                       | 1840 | Obergeschoss und Giebelseite in Fachwerk, Mansarddach mit Schopfwalm, baugeschichtlich und straßenbildprägend von Bedeutung. Erdgeschoss massiv, ein Giebel verschiefert, Schiefereindeckung, Dachhäuschen. | 09240092 |
| Direkt Bild zu diesem Denkmal hochladen | Villa mit Einfriedung und Garten | Schloßweg 1 (Karte)                           | Vor 1885 | Historisierender Putzbau mit Turm, baugeschichtlich und ortsgeschichtlich von Bedeutung. - ehemalige Villa des Fabrikanten Zenker: dominante Lage, aufwendig gestaltetes Gebäude, Putzfassade, Mezzaningeschoss, Turm, schmiedeeiserne Arbeiten, Fenstergewände, guter Originalbestand - Einfriedung: Zaun mit Sandsteinpfosten und Ziergittern, an der östlichen und nördlichen Grundstücksgrenze Stützmauern aus Porphyrmauerwerk und Zaun - Garten: Gelände fällt nach Norden hin ab, teilweise terrassiert und mit Stützmauern abgefangen, zwei Schwarzkiefern (Pinus nigra) und Rhododendren, ehemals Sitzplatz mit Aussicht in die nördlich gelegene Landschaft im Westen des Gartens | 09240081 |
| Direkt Bild zu diesem Denkmal hochladen | Brunnenplastik „Gänsedieb“ | Untere Schloßstraße (Karte)                   | 1878 | Künstlerisch von Bedeutung. Bronzefigur als Probeabguss der Brunnenfigur, die der Bildhauer Robert Diez für den Gänsediebbrunnen in der Dresdner Innenstadt anfertigte. | 09240078 |
|                                         | Renaissanceportal des ehemaligen Gasthof „Weißer Hirsch“ | Untere Schloßstraße 1 (Karte)                 | 1566 | Handwerklich-künstlerisch von Bedeutung, ursprüngliches Türportal in Neubau von etwa 1930 eingefügt, Porphyrtuff | 09240114 |
|                                         | Wohnhaus in offener Bebauung | Untere Schloßstraße 4 (Karte)                 | 1858 | Ehemalige Schmiede, stattlicher Putzbau mit Laden, Mezzaningeschoss und Walmdach, baugeschichtlich und städtebaulich von Bedeutung. Im Erdgeschoss Bäcker, Fenster mit Rundbogenabschluss, im Obergeschoss Fensterverdachungen waagerecht, Diamantschnitt unter Fenstern, Zahnschnittfries unter Dach. | 09240115 |
| Direkt Bild zu diesem Denkmal hochladen | Wohnhaus in geschlossener Bebauung | Untere Schloßstraße 5 (Karte)                 | Um 1790 | Obergeschoss in verputztem Fachwerk, baugeschichtlich von Bedeutung. Zwerchgiebel, Erdgeschoss massiv, originale Fenster- und Türgewände, Satteldach, leichte Veränderungen. | 09240117 |
|                                         | Wohnhaus in offener Bebauung | Untere Schloßstraße 8 (Karte)                 | 1843 | Ohne hinteren Anbau, Putzbau mit kräftigem Traufgesims, Krüppelwalmdach mit drei straßenseitigen Dachhäuschen, baugeschichtlich und städtebaulich von Bedeutung, Türportal und Haustür original | 09240116 |
|                                         | Wohnhaus in offener Bebauung | Untere Schloßstraße 11 (Karte)                | 1709 | Ehemaliges Leineweber-Zunfthaus, stattlicher Putzbau mit Mansardwalmdach, baugeschichtlich und ortsgeschichtlich von Bedeutung. Mauerwerk aus Tonschiefer-Bruchstein, Datierung nach mündlicher Überlieferung, 1802 von Leineweber-Innung als Meisterhaus gekauft. | 09240119 |
|                                         | Wohnhaus in offener Bebauung | Untere Schloßstraße 12 (Karte)                | 1841 | Putzbau mit Krüppelwalmdach, baugeschichtlich und städtebaulich von Bedeutung. Massivbau, originale Tür- und Fenstergewände, saniert. | 09240123 |
|                                         | Mietshaus in halboffener Bebauung | Untere Schloßstraße 13 (Karte)                | 1891 | Mit Laden, aufwändige historistische Klinkerfassade, baugeschichtlich und städtebaulich von Bedeutung. Klinkerfassade mit originaler Haustür, verziert, Eckquaderung, Fensterverdachung mit Dreiecksgiebeln, Erker in beiden Obergeschossen, dreigeschossig. | 09240118 |
| Direkt Bild zu diesem Denkmal hochladen | Wohnhaus in halboffener Bebauung | Untere Schloßstraße 15 (Karte)                | 1819 | Im Obergeschoss vermutlich Fachwerk, baugeschichtlich und städtebaulich von Bedeutung. Putzfassade, vermutlich verputztes Fachwerk-Obergeschoss, originale verzierte Haustür, Satteldach. | 09240120 |
|                                         | Wohnhaus in offener Bebauung | Untere Schloßstraße 16 (Karte)                | Mitte 19. Jahrhundert | Heute Bankgebäude, ehemals Ratskeller, Fassade im historisierenden Stil der 1920er Jahre überformt, Kern älter, baugeschichtlich und städtebaulich von Bedeutung. Fassadengliederung um 1925, Haus älter, kannelierte Lisenen, Krüppelwalmdach. | 09240124 |
|                                         | Wohnhaus in geschlossener Bebauung | Untere Schloßstraße 17 (Karte)                | 1. Hälfte 19. Jahrhundert | Obergeschoss in verputztem Fachwerk, baugeschichtlich und städtebaulich von Bedeutung. Originale Tür- und Fenstergewände, Satteldach, teilsaniert. | 09240121 |
|                                         | Wohnhaus in halboffener Bebauung | Untere Schloßstraße 19 (Karte)                | 1. Hälfte 19. Jahrhundert | Obergeschoss Fachwerk, baugeschichtlich und städtebaulich von Bedeutung. Erdgeschoss massiv, Satteldach, originale Tür und Fenster sowie Türgewände, teilsaniert. | 09240122 |
| Direkt Bild zu diesem Denkmal hochladen | Franzosenfriedhof (Sachgesamtheit) | Waldstraße (Karte)                            | 1813 | Hier wurden etwa 1000 französische Soldaten begraben, die auf dem Rückzug aus Russland in Augustusburg an Typhus verstarben, Waldstück ohne bauliche Anlagen – historische Stätte. Waldgelände, durch Schild gekennzeichnet, keine sichtbaren Überreste. | 09240061 |
| Direkt Bild zu diesem Denkmal hochladen | Villa (Waldstraße 6), Remise (Marienberger Straße 31) und Garten | Waldstraße 6 (Marienberger Straße 31) (Karte) | 1901 (Villa); um 1900 (Chauffeurwohnung) | Villa repräsentativer Putzbau mit aufwändigem Zierfachwerk und Turm, Garten mit altem Baumbestand, Bestandteil eines um 1900 entstanden Villengebiets, von baugeschichtlichem, stadtentwicklungsgeschichtlichem und gartenkünstlerischem Wert. - Villa: vereinfacht, Balkon zugesetzt, Fachwerk-Elemente, ursprünglich ockerfarbige Fassadenfassung, heute weiß, ursprünglich mit Putzquaderung, heute glatt verputzt, Fenstergewände erhalten, Schwebegiebel, Knaggen, Andreaskreuze in Fachwerk-Konstruktion, 1936 Umbau zum Mehrfamilienhaus für Bauherr Dr. med. Rolfs (Augustusburg) durch die Baumeister F. Münzenberger und H. Gensel, Treppenveränderung 1935 durch Baumeister Paul Günther - Nebengebäude: vermutlich Wohnhaus der Bediensteten und Garage, Fachwerk-Kniestock, Erdgeschoss massiv, teilweise verändert - Villengarten (Nebenanlage): Einfriedung als Holzlattenzaun, Wegesystem überwachsen, Altbaumbestand u. a. Stieleiche (Quercus robur), Blutbuche (Fagus sylvatica f. purpurea), Douglasie (Pseudotsuga menziesii), Eibe (Taxus baccata) und Rhododendren | 09240072 |
| Direkt Bild zu diesem Denkmal hochladen | Wohnhaus in offener Bebauung | Waldstraße 7 (Karte)                          | 1889 | Historistischer Putzbau mit übergiebeltem Mittelrisalit, Bestandteil eines um 1900 entstanden Villengebiets, von baugeschichtlichem und stadtentwicklungsgeschichtlichem Wert. Putzfassade mit Putzquaderung an Ecken im Erdgeschoss und generell im Erdgeschoss, Betonfenstergewände, Lisenen, Schwebegiebel, am Mittelrisalit Fensterverdachung mit Dreiecksgiebel im Obergeschoss. | 09240070 |
|                                         | Villa und Einfriedung | Waldstraße 8 (Karte)                          | 1899–1900 | Villa malerischer Putzbau mit reichem Zierfachwerk, Bestandteil eines um 1900 entstanden Villengebiets, von baugeschichtlichem und stadtentwicklungsgeschichtlichem Wert. Fachwerk-Zwerchgiebel verschiefert, weit überkragendes Krüppelwalmdach, Vorhäuschen, Erker, Werksteinsockel, Putzfassade, Fensterläden, Fenster mit Sprossen in Oberlichtern, Bauherr war Regierungsbauführer Hermann Gensel. | 09240069 |
|                                         | Villa | Waldstraße 9 (Karte)                          | 1900 | Malerischer Putzbau mit aufwändigem Zierfachwerk, Bestandteil eines um 1900 entstanden Villengebiets, von baugeschichtlichem und stadtentwicklungsgeschichtlichem Wert. Bauherr und Architekt war Paul Günther (Augustusburg), Fachwerkelemente. | 09240067 |
|                                         | Villa | Waldstraße 10 (Karte)                         | 1899/1900 | Zeittypisches Landhaus, Bestandteil eines um 1900 entstanden Villengebiets, von baugeschichtlichem und stadtentwicklungsgeschichtlichem Wert. Historistischer Fachwerkbau auf unregelmäßigem Grundriss mit verschiedenen Anbauten, Vorbauten, Veranda, Turm, Erdgeschoss und untere Bereiche des Turms verputzt, Obergeschoss und obere Bereiche des Turms mit Zierfachwerk, reich gegliederte Dachlandschaft, teilweise Krüppelwalmdächer mit Biberschwanzdeckung, Turm heute wieder mit Welscher Haube und Laterne mit spitz zulaufendem Helm mit Kupferblechdeckung, Fachwerk größtenteils schlicht, nur teilweise mit Andreaskreuzen und Streben, Verandaanbau 1915 durch Baumeister Otto Stäber aus Chemnitz (damals auch Eigentümer des Hauses), Erweiterung der Veranda auch auf das Obergeschoss durch Baumeister Paul Günther 1927, Veränderung der Veranda im Erdgeschoss, 2001 grundhafte Sanierung (Dokumentation beim Landratsamt). | 09247726 |
|                                         | Villa | Waldstraße 11 (Karte)                         | 1900 | Historisierender Putzbau mit zwei hölzernen Veranden, Bestandteil eines um 1900 entstanden Villengebiets, von baugeschichtlichem und stadtentwicklungsgeschichtlichem Wert. Putzfassade mit ornamentalem Schmuck, Fensterläden, Holzbalkone, Bauherr Kummer (emeritierter Kantor aus Augustusburg), Bauausführung durch Hermann Ziegler. | 09240068 |
| Weitere Bilder                          | Standseilbahn Augustusburg mit Talstation und Bergstation sowie den technischen Anlagen und Brücke | Zur Drahtseilbahn 10 (Karte)                  | 1910–1911 | Bedeutende technische Anlage, die für die Entwicklung des Tourismus von großer Bedeutung war. Baubeginn am 31. August 1910, eröffnet am 24. Juni 1911, größtenteils aus Spenden der Einwohner finanziert, Länge der Strecke 1230 Meter, Höhenunterschied 168,53 Meter. | 09240080 |

## Erdmannsdorf
| Bild                                    | Bezeichnung | Lage                              | Datierung | Beschreibung | ID       |
| --------------------------------------- | --- | --------------------------------- | --- | --- | -------- |
| Direkt Bild zu diesem Denkmal hochladen | Wohnhaus eines ehemaligen Bauernhofes | Alte Dorfstraße 2 (Karte)         | 1584 | Obergeschoss Fachwerk verkleidet, zeittypisches ländliches Wohnhaus, im Kern Ende 16. Jahrhundert, baugeschichtlich und hausgeschichtlich von Bedeutung. Guter Originalbestand, originale Tür- und Fenstergewände mit datiertem Schlussstein, Wassertrog vor Haus. | 09240807 |
|                                         | Wohnhaus | Alte Dorfstraße 8 (Karte)         | 1643 | Obergeschoss Fachwerk, eventuell Häuslerhaus, eines der ältesten Wohnhäuser von Erdmannsdorf, nachträglich giebelseitig erweitert, baugeschichtlich und hausgeschichtlich von Bedeutung. 1643 laut Grundbuch datiert, mit geblatteten geschweiften Kopfbändern, Blattsassen und Schiffchenkehlen an Schwelle, Erdgeschoss verändert, Anbau 1934. | 09240808 |
| Direkt Bild zu diesem Denkmal hochladen | Wohnhaus und vorgelagerte Stützmauer | Alte Dorfstraße 10 (Karte)        | Vor 1777 | Obergeschoss Fachwerk, vermutlich ehemaliges Häusleranwesen aus dem ausgehenden 18. Jahrhundert, baugeschichtlich von Bedeutung. Vermutlich 2. Hälfte 18. Jahrhundert, Erdgeschoss massiv, Giebel verkleidet. | 09240809 |
| Direkt Bild zu diesem Denkmal hochladen | Wohnhaus und vorgelagerte Stützmauer | Alte Dorfstraße 12 (Karte)        | Vor 1788 | Obergeschoss Fachwerk, vermutlich ehemaliges Häusleranwesen, baugeschichtlich von Bedeutung. Erdgeschoss massiv mit zu großen Fenstern, Giebel verkleidet. | 09240810 |
| Direkt Bild zu diesem Denkmal hochladen | Wohnhaus und vorgelagerte Stützmauer | Alte Dorfstraße 12a (Karte)       | Vor 1788 | Obergeschoss Fachwerk, vermutlich ehemaliges Häusleranwesen, schlichter Bau in landschaftstypischer Bauweise, baugeschichtlich und straßenbildprägend von Bedeutung. Erdgeschoss und ein Giebel massiv, Satteldach, stärker modernisiert. | 09240811 |
| Direkt Bild zu diesem Denkmal hochladen | Fußgängerbrücke über die Zschopau | Auenweg (Karte)                   | 1904 | Stahlbetonfertigteilbrücke mit Visintiniträger, zeichnet sich durch eine besondere Betonkonstruktion aus, gehört wohl zu den ersten Brücken dieser Bauweise, baugeschichtlich und technikgeschichtlich von Bedeutung. Neben der Fabrik von Arno Moritz Meister wurde 1904 (Fertigstellung 26. November 1904) im Auftrag des Kirchenvorstandes von Erdmannsdorf eine Fußgängerbrücke erbaut, die eine Vorgängerbrücke ersetzte. Der Entwurf stammt von Baurat Pietzsch von der Königlichen Straßen- und Wasserbauinspektion, die Bauausführung übernahm die Betonfabrik S. Lohse. Die Brücke zeichnet sich durch eine besondere Betonkonstruktion ab und gehört wohl zu den ersten Brücken dieser Bauweise. Die Auflage der Brücke bildeten Betonträger, die in ihrer Ausbildung an Kastenbrücken der Eisenbahn erinnern. Es handelt sich hierbei um zwei schlaff bewehrte parallelgurtige VISINTI-Träger. Die Brücke sollte auch Handwagen von bis zu 1250 kg tragen können. Als erste bedeutende Stahlbetonfertigteilbrücke Deutschlands erlangt dieses heute noch original erhaltene Bauwerk eine außerordentlich große technikgeschichtliche Bedeutung. | 09240837 |
| Direkt Bild zu diesem Denkmal hochladen | Meilenstein | Chemnitzer Straße (Karte)         | Nach 1858 | Königlich-Sächsischer Meilenstein, Halbmeilenstein, überarbeitet und neu aufgestellt, Zeugnis der Verkehrsgeschichte. Die königlich-sächsischen Meilensteine waren Nachfolger der kursächsischen Postmeilensäulen. Am 1. September 1858 begann der Straßenbau-Ingenieur Wilke mit der Neuvermessung der Sächsischen Straßen. Diese Neuvermessung bildete die Grundlage für die Einführung des neuen Vermessungssystems. Dieses umfasste Stationssteine, Meilensteine, Halbmeilensteine, Abzweigsteine und Grenzübergangssteine. Die Stationssteine fanden am Anfang und Ende von Poststrecken Aufstellung. Auf ihnen waren die Namen und die Entfernung der an der Strecke liegenden Städte verzeichnet. Die Meilensteine standen unmittelbar an der Straße. Auf der einen Seite des Steins stand Name und Entfernung des Ausgangsortes und auf der anderen Name und Entfernung des Ortes am Ende der Poststrecke. Die Halbmeilensteine sollten den Streckenverlauf kennzeichnen. Beiderseits war eine Krone angebracht. eine Beschriftung war nicht üblich. Abzweigsteine standen an Abzweigungen von der Hauptroute und trugen in der Regel nur den Namen der nächsten Poststation ohne Entfernungsangabe. Auf den Grenzübergangssteinen war die Bezeichnung „Königreich Sachsen“ verzeichnet. Auf der anderen Seite enthielten diese Ortsnamen und Entfernungen. Zwischen Stationssteinen und Ganzmeilensteinen betrug der Abstand 1 Meile (das entspricht 7,5 km). Demnach bestand der Abstand zwischen Stationsstein und Halbmeilenstein und zwischen Halbmeilenstein und Ganzmeilenstein ½ Meile= 3,75 km. Seit 1875 galt im gesamten Deutschen Reich (also auch im Königreich Sachsen) der Meter als offizielles Längenmaß. Die Steine wurden aus diesem Grund vielfach auf das neue Maß umgeändert. Alle Steine wurden aus Sandstein hergestellt. | 09301173 |
|                                         | Gasthof Kadow und östliches Nebengebäude | Chemnitzer Straße 2 (Karte)       | 1844 | Zeit- und landschaftstypischer Straßengasthof von baugeschichtlicher, regionalgeschichtlicher und geschichtlicher Bedeutung. | 09240814 |
|                                         | Wohnhaus | Chemnitzer Straße 4 (Karte)       | Um 1694 | Ehemalige Schule, baugeschichtlich und ortsgeschichtlich von Bedeutung. Fachwerk-Obergeschoss, teilweise verkleidet, Erdgeschoss massiv, geblattete Kopfbänder, Krüppelwalmdach. | 09240815 |
|                                         | Häuslerhaus | Chemnitzer Straße 8 (Karte)       | 1811 | Obergeschoss Fachwerk, zeit- und landschaftstypischer Bau in sehr gutem Originalzustand, baugeschichtlich von Bedeutung. Erdgeschoss massiv, Dachhecht. | 09240816 |
|                                         | Wohnhaus mit Sonnenuhr | Chemnitzer Straße 10 (Karte)      | 1785 | Ehemaliges Häuslerhaus, markantes, das Ortsbild prägendes Gebäude in landschaftstypischer Bauweise, baugeschichtlich von Bedeutung. Fachwerk-Obergeschoss, auch teilweise im Erdgeschoss erhalten, Satteldach. | 09240817 |
| Direkt Bild zu diesem Denkmal hochladen | Wohnhaus | Chemnitzer Straße 24 (Karte)      | 1910 | Villenartiger, repräsentativer Putzbau im Reformstil der Zeit um 1910, baugeschichtlich von Bedeutung. Zweigeschossiger Putzbau, annähernd quadratischer Grundriss, Werksteinsockel, Rauputz (teilweise Putz erneuert), Fensterfaschen und Gurtgesims als Glattputzstreifen ausgebildet, Kastenfenster mit sprossengeteilten Oberlichtern aus der Erbauungszeit, Oberlichter teilweise mit blauer Verglasung, Schaufassade mit repräsentativer Giebelbildung, sehr spitz ausgebildet, im ersten Obergeschoss dort Fensterreihe mit flankierenden Säulen, im zweiten Obergeschoss polygonaler Erker, Hauseingang seitlich mit Überdachung und Treppe sowie Säule, im Inneren guter Originalzustand z. B. Treppenhaus mit originalen dunkelbraun gestrichenen Holztüren, Terrazzofußboden, Holztreppengeländer, Treppenabsätze mit originalen Fliesen, die Haustür zweiflügelig, weiterhin Zimmertüren sowie Fliesen in ehemaligen Bädern und Küchen zumindest teilweise original, im Treppenhaus ornamentales Bleiglasfenster. Denkmalwert: architektonische Qualität. Bauherr: Markus Max Uhlig, Kaufmann. | 09244030 |
|                                         | Häuslerhaus | Chemnitzer Straße 28 (Karte)      | 1780 | Vermutlich sehr altes Fachwerkwohnhaus mit baulich verändertem Erdgeschoss, baugeschichtlich und hausgeschichtlich von Bedeutung. Fachwerk-Obergeschoss verputzt bzw. verkleidet, Erdgeschoss massiv, Satteldach, guter Erhaltungszustand. | 09240818 |
| Direkt Bild zu diesem Denkmal hochladen | Wohnhaus | Chemnitzer Straße 37 (Karte)      | 1868 (laut Grundbuch) | Obergeschoss Fachwerk verkleidet, Giebel massiv, Ladeneinbau, baugeschichtlich von Bedeutung. Fenstergewände um 1810, Türgewände original, Ladeneinbau nachträglich, Straßenlage wichtig, Giebel verkleidet. | 09240819 |
| Direkt Bild zu diesem Denkmal hochladen | Wohnstallhaus eines Bauernhofes | Chemnitzer Straße 69 (Karte)      | Um 1700 | Obergeschoss zum Teil Fachwerk, baugeschichtlich von Bedeutung. Eventuell vor 1700, Rähm des Erdgeschoss Blattsassen, profilierte Füllhölzer, Erdgeschoss massiv, Obergeschoss leicht vorkragend, traufseitiger massiver Anbau, abgefaste Schiffchenkehlen an Schwelle Obergeschoss. | 09240820 |
| Weitere Bilder                          | Friedhof Erdmannsdorf (Sachgesamtheit) | Friedhofsstraße (Karte)           | Um 1900 | Sachgesamheit Friedhof Erdmannsdorf, mit folgenden Einzeldenkmalen: Friedhofskapelle, vier Grabanlagen, Denkmal für die gefallenen Sportler im Ersten Weltkrieg und Rundbogentor im Osten (siehe 09240821) sowie Friedhof und Leichenhalle als Sachgesamtheitsteile; Friedhofskapelle im Reformstil der Zeit um 1910, baugeschichtlich und ortsgeschichtlich von Bedeutung | 09305006 |
| Weitere Bilder                          | Friedhofskapelle, vier Grabanlagen, Denkmal für die gefallenen Sportler im Ersten Weltkrieg sowie Rundbogentor im Osten (Einzeldenkmale der Sachgesamtheit 09305006,) | Friedhofsstraße (Karte)           | 1911 (Friedhofskapelle); 1911 Fabrikanten Arno und Moritz Meister (Grabanlage); 1921 Familie Zschocke, Arnold, Müller (Grabanlage); 1923 Familie Curt Weißbach (Grabanlage); 1931 Fabrikant Schuffenhauer (Grabanlage) | Einzeldenkmale der Sachgesamtheit Friedhofskapelle und Friedhof Erdmannsdorf; Friedhofskapelle im Reformstil der Zeit um 1910, baugeschichtlich und ortsgeschichtlich von Bedeutung. - Friedhofskapelle: eingeschossiger gedrungener Putzbau mit Portikus auf kräftigen Pfeilern mit Inschrift „Ich bin die Auferstehung und das Leben“, Mansardwalmdach des Hauptbaukörpers, Bleiglasfenster, Kuppel über Vierung, gestiftet von Arno und Moritz Meister - Grabanlagen: 1. Grabanlage der Familien Müller, Arnold, Zschocke und mit Einfriedung, Natursteinwand mit Inschrifttafeln, davor lebensgroße segnende Christusfigur, 1921 2. Grabanlage der Familie Arno und Moritz Meister, Fabrikanten der Baumwollspinnerei, schlichtes Kreuz mit Inschrift (1911?) 3. Grabanlage der Familie Schuffenhauer, Bronzeplastik einer Trauernden, 1931 4. Grabanlage der Familie Curt Weißbach, Fabrikant, 1923 | 09240821 |
| Direkt Bild zu diesem Denkmal hochladen | Denkmal für die Gefallenen des Ersten Weltkrieges | Kunnersdorfer Straße (Karte)      | Nach 1928 | Schlichter, behauener Naturstein von ortsgeschichtlichem Wert. Grabsteinartig gestalteter Granit mit Inschrift „Zum Gedächtnis an ihre teuren Gefallenen 1914–18 / Gewidmet von der Gemeinde Kunnersdorf“. | 09243297 |
|                                         | Verwaltungsgebäude (Nr. 1, 3), Fabrikgebäude, Blauhaus und Schornstein einer ehemaligen Baumwollspinnerei                                                             | Kunnersdorfer Straße 1, 3 (Karte) | 1837 (Blauhaus); 1897 (Fabrikgebäude); 1905/07 (Fabrikgebäude); 1926 (Verwaltungsgebäude und Wohnhaus) | Letzte noch erhaltene Gebäude der ehemaligen Baumwollspinnerei, baugeschichtlich, industriegeschichtlich und ortsgeschichtlich von Bedeutung. - Geschichte: 1835/36 Neubau einer Spinnerei als Zweigwerk durch die Gebrüder Gottlieb Ferdinand und Anton Friedrich Dietrich, 1837 Neubau eines Blauhauses und Verkauf der Fabrik, ab 1865 Pachtung der Fabrik durch Gebrüder Moritz Anton und Heinrich Arno Meister, 1876 Kauf, Werk I von insgesamt vier Fabriken der Gebrüder Meister in Erdmannsdorf, 1869 Angliederung einer Färberei für Buntgarne, 1882/83 Neubau Kessel- und Maschinenhaus mit Transmissionsanlage in alte Spinnerei, 1892 Familien-AG, 1897 Neubau Fabrikantenvilla (Uferstraße 7), 1892/1934/35 umfassende maschinentechnische Modernisierungen, 1898/99 Neubau eines Spinnereigebäudes, 1900–1905 Neubau eines Kessel- und Maschinenhauses sowie Spinnereianbau, von 1869 bis 1910 Steigerung der Spindelzahl von 3.000 auf 50.000 Zwirn- und Feinspindeln für feinstes Garn, Beschäftigte gesamt 1892 ca. 300, 1939 527, Firmenstillegung im Ersten und Zweiten Weltkrieg (ab 1943 Lackfabrik Kotthoff, Köln), nach 1945 Wiederaufnahme Textilproduktion, ab 1953 VEB, 1991 Schließung, Demontage - ausgeprägtes Sozialengagement: Konsumverteilungsstelle, Anlegen von Kleingärten, Gründung Gemeindediakonie, Wohlfahrtspflege, Fabrikrankenkasse, Ausbildungsbeihilfen für Jugendliche, Bau von ca. 45 Arbeiterwohnhäusern mit etwa 172 Wohnungen in Erdmannsdorf - Gebäude: 1. Verwaltungsgebäude (ehemals Wohnhaus/Speisehaus): zweigeschossiger Massivbau, verputzt, mit Walmdach 2. Fabrikgebäude einschließlich Schornstein (1898/99): viergeschossiger Massivbau mit Walzeisentragkonstruktion auf Gussstützen (mit zwischenliegenden Kappendecken), teilweise verputzt, mit turmartigen Eckaufbau 3. Blauhaus: viergeschossiger Massivbau mit Krüppelwalmdach und Schleppgaupen, hölzerne Tragkonstruktion, teils mit Gusssäulen ergänzt, massives Treppenhaus - Quellen: Wächter, Claudia, Andre Köhler: Baumwollspinnerei Erdmannsdorf. Seminararbeit IWTG Freiberg. Freiberg 2004, Bauaktenarchiv UDSchB Freiberg. Schneider, Werner: Betriebsgeschichte: o. O., o. J., Chemnitzer Kalender: Stadtrat Moritz Meister, Chemnitzer Tageblatt, Jahrbuch für Industrie und Handel (Hrsg.), Chemnitz 1919 | 09240822 |
| Direkt Bild zu diesem Denkmal hochladen | Bauernhaus | Kunnersdorfer Straße 4 (Karte)    | 1778 | Ursprünglich vermutlich zu einem kleinen Bauernhof gehörendes landschafts- und zeittypisches Fachwerkwohnhaus von baugeschichtlichem und ortsbildprägendem Wert. Fachwerk-Obergeschoss, originales Türgewände und Fenster, guter Originalbestand, liegender Dachstuhl. | 09240823 |
| Direkt Bild zu diesem Denkmal hochladen | Wohnhaus (Kattun-Bleiche) | Kunnersdorfer Straße 5 (Karte)    | 1779 | Obergeschoss Fachwerk, wahrscheinlich ehemalige Kattundruckerei, baugeschichtlich und ortsgeschichtlich von Bedeutung. 1759–1779 laut Grundbuch, 2. Bauphase in der 2. Hälfte des 19. Jahrhunderts, Erdgeschoss massiv mit originalen Fenster- und Türgewänden, Türgewände um 1830 verändert, Obergeschoss Fachwerk mit Drempel um 1880. | 09240824 |
| Direkt Bild zu diesem Denkmal hochladen | Häusleranwesen (Wehrhaus) | Kunnersdorfer Straße 10 (Karte)   | 1824 | Zeit- und landschaftstypisches Fachwerkhaus, baugeschichtlich und ortsbildprägend von Bedeutung. Originale Fenstergewände, Rest des Türgewändes, Obergeschoss Fachwerk, Erdgeschoss massiv, Satteldach, Umbau 1893. | 09240825 |
| Direkt Bild zu diesem Denkmal hochladen | Villa | Plauer Straße 1 (Karte)           | Um 1890 | Putzbau mit übergiebeltem Mittelrisalit, reich verzierten Holzveranda und darüber liegendem Balkon, baugeschichtlich von Bedeutung. Schwebegiebel, Holzbalkone verziert, Werksteinsockel, Bleiglasfenster. | 09240826 |
| Weitere Bilder                          | Trinitatiskirche mit Ausstattung | Rathausstraße (Karte)             | 1893 | Neogotische Hallenkirche, Putzbau mit Sandsteingliederung, hoher Turm an der Ostseite, baugeschichtlich, ortsgeschichtlich und ortsbildprägend von Bedeutung. Streng symmetrischer Grundriss, am 7. Juni 1892 Grundsteinlegung, 2. Oktober 1893 Weihe, Bauzeit 1891–1893, quadratischer Ostturm 54 m hoch, Baumeister Duderstaedt aus Chemnitz, Firma Heidrich Chemnitz, 2011 Außentrockenlegung. | 09240827 |
|                                         | Denkmal für die Gefallenen des Ersten Weltkrieges | Rathausstraße (Karte)             | 1920 | Ortsgeschichtlich von Bedeutung | 09240828 |
|                                         | Ehemaliges Wohn- und Verwaltungsgebäude des Sparkassenverbundes | Rathausstraße 1 (Karte)           | 1929–1930 | Original erhaltener Verwaltungsbau aus dem beginnenden 20. Jahrhundert, von baugeschichtlicher und ortsgeschichtlicher Bedeutung. Als Verwaltungsgebäude der Sparkassenverbandsleitung Gemeindeverband Zschopau- und Flöhatal, Sitz Erdmannsdorf erbaut. Im Erdgeschoss waren Büroräume, eine Küche und ein WC, im Obergeschoss war eine große Vierzimmerwohnung, zweigeschossig, 3 × 2 Achsen, Erdgeschoss Giebelseite Fensterband, Obergeschoss ursprünglich Fensterläden, Treppenhausturm mit Pyramidenhelm, voll unterkellert. | 09240829 |
|                                         | Rathaus mit Nebengebäude | Rathausstraße 3 (Karte)           | 1908 (Rathaus); 1921 (Sitzungssaal) | Verwaltungsgebäude, mit dem benachbarten, später gebauten Sparkassengebäude ein einheitliches Ensemble bildend, von baugeschichtlichem, ortsgeschichtlichem und ortsbildprägendem Wert | 09240830 |
| Weitere Bilder                          | Ehemaliges Schloss (Nr. 9) und nördliches Wirtschaftsgebäude (Nr. 7) sowie Terrassierung südlich des Schlosses                                                        | Rathausstraße 7, 9 (Karte)        | 1843 (Schloss); 19. Jahrhundert (Wirtschaftsgebäude) | Ehemalige Burganlage aus dem 12. Jahrhundert, bei Umbau zum Rittergut wurde das sogenannte Steinhaus als ältester Teil auf dem Bergsporn erhalten, unter Hans Heinrich von Könneritz 1843 Umbau zum Schloss im Stil der Tudorgotik, 1965 Beseitigung der Putzgliederung bei Neuverputzung, heute schlichter Putzbau über winkligem Grundriss, baugeschichtlich und ortsgeschichtlich von Bedeutung. 1893 verändert, schlichte Anlage auf streng symmetrischem Grundriss, Areal 30 m × 40 m, eingeebnet, von Gut und Schloss alte Burg überbaut, Schloss am Ort des alten Herrenhauses, im Keller mittelalterliche Bausubstanz, ursprünglich Burg in Spornlage, Kern vom Ende des 12. Jahrhunderts. | 09240831 |
| Weitere Bilder                          | Schule und Turnhalle | Rathausstraße 8 (Karte)           | 1898 | Schule zweigeschossiger Putzbau mit übergiebeltem Mittelrisalit, das Ortsbild prägendes Schulgebäude, von baugeschichtlicher und ortsgeschichtlicher Bedeutung. Zyklopenmauerwerk Sockel, Fenstergewände Beton, Putzfassade, originale Dachaufbauten und Fassadengliederung. Turnhalle 1898 auf dem Grundstück des Spinnereibesitzers Arno Meister und im Auftrag von diesem als Fest- und Turnhalle für die Gemeinde erbaut, Schulgebäude unmittelbar im Anschluss erbaut. | 09240832 |
|                                         | Ehemalige Schule und Nebengebäude, später Forstamt | Rathausstraße 14 (Karte)          | 1834 (Schule); 1860 (Nebengebäude) | Authentisch erhaltenes Schulgebäude aus der 1. Hälfte des 19. Jahrhunderts von schulgeschichtlicher, ortsgeschichtlicher und ortsbildprägender Bedeutung. Zweigeschossig mit Walmdach. | 09240833 |
| Direkt Bild zu diesem Denkmal hochladen | Pfarrhaus | Rathausstraße 16 (Karte)          | 1812 | Stattliches Fachwerkgebäude in sehr gutem Originalzustand von baugeschichtlicher, ortsgeschichtlicher und ortsbildprägender Bedeutung. Wohnhaus mit hohem Mansardwalmdach, Obergeschoss Fachwerk, Erdgeschoss massiv, originale Tür- und Fenstergewände, schöne Haustür, Freitreppe mit Geländer. | 09240834 |
| Direkt Bild zu diesem Denkmal hochladen | Häuslerhaus | Seilergasse 3 (Karte)             | 1793 | Fachwerk-Obergeschoss verputzt, baugeschichtlich von Bedeutung. Erdgeschoss massiv, Türgewände 1953 erneuert, Fenstergewände vermutlich erhalten, dominante Lage am Ortseingang. | 09240835 |
|                                         | Transformatorenhäuschen | Steingasse (Karte)                | Um 1910 | Kleiner Fachwerktypenbau von technikgeschichtlicher und ortsgeschichtlicher Bedeutung. Eingeschossig, Sockel Naturstein-Schichtmauerwerk, Fachwerk, im Traufbereich verbrettert, einflügelige Holztür mit diagonaler Brettlage, geschweiftes Walmdach mit Schieferdeckung. | 09247879 |
|                                         | Villa mit nordöstlicher Toranlage | Uferstraße 7 (Karte)              | 1898 | 1898 für den Mühlenbesitzer Friedrich errichtete Villa, malerischer Putzbau mit Ecktürmchen und Holzveranda, baugeschichtlich von Bedeutung. Originale Haustür und Fenster, reiche Innenausstattung, z. B. Holztäfelung, reiche Fassadengliederungen, im Inneren laut Bauzeichnung zentrale Halle mit gewendelter Treppe und Galerie im Dachgeschoss, alle Wohn- und Schlafzimmer, Esszimmer, Salon usw. im Erdgeschoss, im Obergeschoss Gästezimmer, Mädchenkammer usw. | 09240836 |
| Direkt Bild zu diesem Denkmal hochladen | Ehemaliges Wohnstallhaus (ohne hinteren Anbau) und Scheune eines Bauernhofes                                                                                          | Wiesenstraße 14a (Karte)          | 1722 Dendro (Wohnstallhaus); um 1800 (Scheune) | Ländliches Anwesen aus dem beginnenden 18. Jahrhundert in gutem Originalzustand, von baugeschichtlicher und hausgeschichtlicher Bedeutung. - Wohnstallhaus: stärker verändert und umgebaut um 1810, Fachwerk-Obergeschoss mit gezapften Streben und originalen Fenstern, Erdgeschoss massiv mit originalen Tür- und Fenstergewänden sowie Haustür aus Zeit um 1810, am Rähm des Erdgeschoss Blattsassen Hinweis auf Fachwerk, vermutlich Blockstube mit Umgebinde, vermutlich ehemals Blockstube mit Umgebinde, heute nicht erhalten - Scheune: eingeschossig, Bruchstein teilweise verputzt, Giebel Fachwerk, davon südlicher Giebel mit Lehmstakung, nördlicher Giebel verbrettert, Satteldach, Stallfenster mit Einfassung aus Porphyrtuff | 09240812 |

## Grünberg
| Bild                                    | Bezeichnung | Lage                                            | Datierung                                                         | Beschreibung | ID       |
| --------------------------------------- | --- | ----------------------------------------------- | ----------------------------------------------------------------- | --- | -------- |
| Direkt Bild zu diesem Denkmal hochladen | Gasthof | Am Gasthof 1 (Karte)                            | Bezeichnet mit 1820                                               | Obergeschoss Fachwerk verkleidet, Krüppelwalmdach, baugeschichtlich und ortsgeschichtlich von Bedeutung. Erdgeschoss massiv, schönes Türportal mit Zahnschnitt und Schlussstein, datiert mit Initiale, Sockelbereich verändert, wichtig als Straßengasthof an stark frequentierter Straße nach Augustusburg. | 09240763 |
| Direkt Bild zu diesem Denkmal hochladen | Wohnhaus | Hauptstraße 3b (Karte)                          | Um 1800                                                           | Obergeschoss Fachwerk, baugeschichtlich von Bedeutung. Erdgeschoss massiv, Satteldach, wichtig für Ortsbild. | 09240762 |
| Direkt Bild zu diesem Denkmal hochladen | Wohnhaus | Hauptstraße 14 (Karte)                          | Um 1800                                                           | Obergeschoss Fachwerk, Giebel verschiefert bzw. verkleidet, baugeschichtlich von Bedeutung. Erdgeschoss massiv, Türportal entfernt, Fenstergewände erhalten, wichtig für Ortsbild. | 09240755 |
| Direkt Bild zu diesem Denkmal hochladen | Wohnhaus | Hauptstraße 22 (Karte)                          | 1867                                                              | Obergeschoss Fachwerk, baugeschichtlich von Bedeutung. Erdgeschoss massiv, originales Tür- und Fenstergewände, Satteldach, Giebel verschiefert, wichtig für Ortsbild, gehört zu Gruppe von gut erhaltenen, das Ortsbild bestimmenden Fachwerkhäusern. | 09240752 |
| Direkt Bild zu diesem Denkmal hochladen | Wohnhaus | Hauptstraße 23 (Karte)                          | 1689                                                              | Obergeschoss Fachwerk, baugeschichtlich von Bedeutung. Ältester Teil um 1700, nachträglich verlängert um zwei Achsen, Erdgeschoss massiv mit datiertem Türportal 1858 mit Initiale „B“, Fenstergewände um 1858, Fachwerk-Obergeschoss am alten Teil geblattete Kopfbänder, Satteldach. | 09240754 |
| Direkt Bild zu diesem Denkmal hochladen | Wohnhaus | Hauptstraße 24 (Karte)                          | 1. Hälfte 19. Jahrhundert                                         | Obergeschoss Fachwerk, baugeschichtlich von Bedeutung. Erdgeschoss massiv, Satteldach, Giebeldreieck verschiefert, im Erdgeschoss entstellendes Blumenfenster, ansonsten guter Originalbestand, gehört zu Gruppe von gut erhaltenen, das Ortsbild bestimmenden Fachwerkhäusern. | 09240751 |
| Direkt Bild zu diesem Denkmal hochladen | Wohnstallhaus eines Bauernhofes                                                                                                 | Hauptstraße 25 (Karte)                          | Um 1800                                                           | Obergeschoss Fachwerk, baugeschichtlich von Bedeutung. Erdgeschoss massiv, Satteldach, Giebeldreieck verbrettert, Balkoneinbau im Giebel, rückbaubar, hinterer Gebäudeteil eventuell massiv. | 09240753 |
| Direkt Bild zu diesem Denkmal hochladen | Ehemalige Schule | Hauptstraße 33 (Karte)                          | Bezeichnet mit 1828                                               | Obergeschoss Fachwerk, Giebel verkleidet, baugeschichtlich von Bedeutung. 1828 bis 1886 Dorfschule, dann Wohnhaus, Erdgeschoss massiv, Fenstergewände, Rest Türportal datiert und Initiale „KF“, Krüppelwalmdach, durchlaufender Hecht. | 09240750 |
| Direkt Bild zu diesem Denkmal hochladen | Wohnhaus | Hauptstraße 40 (Karte)                          | 2. Hälfte 18. Jahrhundert                                         | Obergeschoss Fachwerk, Giebel verkleidet, baugeschichtlich von Bedeutung. Erdgeschoss teilweise massiv, an Hofseite im Erdgeschoss Fachwerk, Hofseite leicht überkragend und abgefast an Schwelle, Satteldach, wichtig für Ortsbild, Erdgeschoss-Bereich an Straße leicht verändert. | 09240749 |
| Direkt Bild zu diesem Denkmal hochladen | Wohnhaus | Hauptstraße 42 (Karte)                          | Um 1850                                                           | Fachwerk-Obergeschoss verbrettert bzw. verkleidet, Giebelseite verbrettert, baugeschichtlich von Bedeutung. Erdgeschoss massiv, Krüppelwalmdach, komplett erhalten, im Erdgeschoss ein zu großes Fenster, wenig beeinträchtigend. | 09240747 |
| Direkt Bild zu diesem Denkmal hochladen | Wohnhaus | Hauptstraße 45 (Karte)                          | 1881                                                              | Historisierender Putzbau mit übergiebeltem Mittelrisalit, Freigespärre im Giebel, baugeschichtlich von Bedeutung. Eingeschossig, Putzfassade, Satteldach, Schwebegiebel, waagrechte Fensterverdachung, Sockel Werkstein, traufseitig unbedeutender Anbau, guter Originalzustand. | 09240748 |
| Direkt Bild zu diesem Denkmal hochladen | Schule | Hauptstraße 47 (Karte)                          | Ende 19. Jahrhundert                                              | Stattlicher Putzbau mit baugeschichtlicher, ortsgeschichtlicher und durch erhöhte Lage an der Hauptstraße ortsbildprägender Bedeutung. Zweigeschossig über Kellergeschoss mit flachem Mittelrisalit, darüber Zwerchhaus in Formen der Neorenaissance mit eingelassener Uhr, hinter dem Zwerchgiebel Glockentürmchen, Fenster- und Türgewände vermutlich aus Rochlitzer Porphyrtuff, Gurt- und Traufgesims, Krüppelwalmdach mit vier straßenseitigen Dachhäuschen. | 09305171 |
| Direkt Bild zu diesem Denkmal hochladen | Denkmal für die Gefallenen des Ersten Weltkrieges                                                                               | Hauptstraße 47 (vor) (Karte)                    | 1921                                                              | Ortsgeschichtlich von Bedeutung | 09240756 |
| Direkt Bild zu diesem Denkmal hochladen | Häuslerhaus | Hauptstraße 57 (Karte)                          | Um 1800                                                           | Obergeschoss Fachwerk, baugeschichtlich von Bedeutung. Fachwerk sowohl im Erdgeschoss als auch Obergeschoss komplett erhalten, sehr schöne Haustür, Satteldach, wichtig für Ortsbild, guter Originalzustand, traufseitig erweitert, im Erdgeschoss an Giebelseite massiv ersetzt, Giebel verbrettert. | 09240746 |
| Direkt Bild zu diesem Denkmal hochladen | Wohnstallhaus | Hauptstraße 64 (Karte)                          | Um 1800                                                           | Obergeschoss Fachwerk, baugeschichtlich von Bedeutung. Stichbogenportal mit Schlussstein, Stallteil mit Türgewände, Korbbögen, massives Erdgeschoss, originale Fenstergewände mit einer Nutung, Fachwerk-Obergeschoss, strebenreich, Satteldach, wichtig für Ortsbild, Fachwerk-Obergeschoss teilweise massiv ersetzt. | 09240744 |
| Direkt Bild zu diesem Denkmal hochladen | Häuslerhaus | Hauptstraße 69 (Karte)                          | Bezeichnet mit 1867                                               | Obergeschoss Fachwerk, baugeschichtlich von Bedeutung. Erdgeschoss massiv, Tür- und Fenstergewände erhalten, Türportal datiert und Initialen „C.G.H.“, Satteldach, wichtig für Ortsbild, guter Bauzustand, Giebeldreieck verbrettert. | 09240743 |
| Direkt Bild zu diesem Denkmal hochladen | Villen mit Gärten und Nebengebäuden der Fabrikanten Hauschild (Sachgesamtheit)                                                  | Hohenfichtener Straße 1, 2, 2a, 3, 4, 5 (Karte) | Nach 1874 (Villenensemble); um 1888 (Villengarten/Landhausgarten) | Sachgesamtheit Villen mit Gärten und Nebengebäuden der Fabrikanten Hauschild, mit folgenden Einzeldenkmalen sowie die zugehörigen parkähnlichen Villengärten zu Nr. 1 und Nr. 5 (Gartendenkmale): - Villa mit Ausstattung und Einfriedung (siehe Hohenfichtener Straße 1, 09240761) - ehemaliges Bedienstetenwohnhaus und Toreinfahrt (siehe Hohenfichtener Straße 2, 09240760) - ehemaliges Beamtenwohnhaus der Firma Hauschild (siehe Hohenfichtener Straße 2a, 09243394) - ehemaliges Wirtschaftsgebäude des Fabrikanten Paul Oskar Hauschild, später Wohnhaus (siehe Hohenfichtener Straße 3, 09240759) - ehemaliges Wirtschaftsgebäude der Villa Hohenfichtener Straße 5, heute Wohnhaus (siehe Hohenfichtener Straße 4, 09240758) - Villa mit Bedienstetenwohnhaus, Musikpavillon im Park und Einfriedung (siehe Hohenfichtener Straße 5, 09240757) In parkähnliche Gärten eingebettetes oberhalb von Hohenfichte und unterhalb der Stadt Augustusburg gelegenes Ensemble mit architektonisch anspruchsvoll gestalteten Villen und großzügigen Gartenanlagen von besonderer baugeschichtlicher, ortsgeschichtlicher, gartenkünstlerischer und landschaftsprägender Bedeutung. | 09301909 |
| Direkt Bild zu diesem Denkmal hochladen | Villa mit Ausstattung und Einfriedung (Einzeldenkmal der Sachgesamtheit 09301909)                                               | Hohenfichtener Straße 1 (Karte)                 | 1895                                                              | Einzeldenkmal der Sachgesamtheit Villen mit Gärten und Nebengebäuden der Fabrikanten Hauschild; schlichter Putzbau im Schweizer Stil mit hochwertiger Ausstattung, baugeschichtlich von Bedeutung. - Beschreibung außen: Putzfassade, Porphyrtuff-Fenster- und Türgewände, originale Haustür und Fenster, Fenster mit Sprossenteilung der Oberlichter - Beschreibung innen: Ausstattung sowie Möbel teilweise erhalten, so u. a. Herrenzimmer mit Holzvertäfelung, Klavier, Glasschränken, Bücherschrank, Vitrine, Speisezimmerbüffet, Foyer mit Kamin und Garderobe, im Obergeschoss hölzerne Balustrade (eventuell Schlafzimmer oder Salon), weiterhin verschiedene Stuckdecken und Holzdecken, im Dachgeschoss reich verziertes Holztreppengeländer und Trennelemente aus Holz Eigentümer: - um 1905 Eigentümer Fabrikbesitzer Maximilian Julius Hauschild - ab 1937 im Besitz von Maximilian Oskar Richard Alfred Hauschild - 1945 Beschlagnahmung des Besitzes - 1946 durch „Volksentscheid“ enteignet, danach Städtisches Erholungsheim der Stadt Chemnitz für Mütter mit Kindern                                                                                             | 09240761 |
| Direkt Bild zu diesem Denkmal hochladen | Ehemaliges Bedienstetenwohnhaus und Toreinfahrt (Einzeldenkmal der Sachgesamtheit 09301909)                                     | Hohenfichtener Straße 2 (Karte)                 | 1896                                                              | Einzeldenkmal der Sachgesamtheit Villen mit Gärten und Nebengebäuden der Fabrikanten Hauschild; vermutlich ursprünglich zur Villa Hohenfichtener Straße 1 gehörend, später wohl Gartenvilla der gleichen Villa, baulich stärker überformt, als Teil des Villenensembles von ortsgeschichtlicher und städtebaulicher Bedeutung. Putzfassade und Klinkermischbauweise. | 09240760 |
| Direkt Bild zu diesem Denkmal hochladen | Ehemaliges Beamtenwohnhaus der Firma Hauschild (Einzeldenkmal der Sachgesamtheit 09301909)                                      | Hohenfichtener Straße 2a (Karte)                | 1896                                                              | Einzeldenkmal der Sachgesamtheit Villen mit Gärten und Nebengebäuden der Fabrikanten Hauschild; heute Wohnhaus, original erhaltener Gründerzeitbau in Klinkerbauweise mit Zierfachwerk von baugeschichtlicher und ortsgeschichtlicher Bedeutung | 09243394 |
| Direkt Bild zu diesem Denkmal hochladen | Ehemaliges Wirtschaftsgebäude des Fabrikanten Paul Oskar Hauschild, später Wohnhaus (Einzeldenkmal der Sachgesamtheit 09301909) | Hohenfichtener Straße 3 (Karte)                 | 1874                                                              | Einzeldenkmal der Sachgesamtheit Villen mit Gärten und Nebengebäuden der Fabrikanten Hauschild; weitgehend original erhaltener Putzbau mit Zierfachwerk von baugeschichtlichem und ortsgeschichtlichem Wert. Putzfassade, Putzquaderung, eingeschossig, Fachwerk Drempel, Satteldach, originale Fenster. | 09240759 |
| Direkt Bild zu diesem Denkmal hochladen | Ehemaliges Wirtschaftsgebäude der Villa Hohenfichtener Straße 5, heute Wohnhaus (Einzeldenkmal der Sachgesamtheit 09301909)     | Hohenfichtener Straße 4 (Karte)                 | 1874                                                              | Einzeldenkmal der Sachgesamtheit Villen mit Gärten und Nebengebäuden der Fabrikanten Hauschild; eingeschossiger, zeittypischer Putzbau in gutem Originalzustand von ortsgeschichtlicher und baugeschichtlicher Bedeutung. Ursprünglich zur Villa Hohenfichtener Straße 5 gehörend. | 09240758 |
| Direkt Bild zu diesem Denkmal hochladen | Villa mit Bedienstetenwohnhaus, Musikpavillon im Park und Einfriedung (Einzeldenkmal der Sachgesamtheit 09301909)               | Hohenfichtener Straße 5 (Karte)                 | 1875                                                              | Einzeldenkmal der Sachgesamtheit Villen mit Gärten und Nebengebäuden der Fabrikanten Hauschild; architektonisch anspruchsvolle Fabrikantenvilla der Firma Hauschild, eingebettet in einen großzügigen Landschaftspark, Ensemble von großer regionalgeschichtlicher sowie baugeschichtlicher und gartenkünstlerischer Bedeutung. Zweigeschossig, fünf Achsen, waagrechte Fensterverdachungen, Putzfassade, Gesims, Tür mit Rundbogen, originale, sehr schöne Fenster. Architekt war Alfred Moritz Hauschild | 09240757 |
| Direkt Bild zu diesem Denkmal hochladen | Häuslerhaus | Kniebreche 1 (Karte)                            | Um 1800                                                           | Obergeschoss Fachwerk, baugeschichtlich von Bedeutung. Erdgeschoss massiv, originale Tür- und Fenstergewände, Satteldach, traufseitiger, entstellender, rückbaubarer Anbau, Traufseite massiv, wichtig für Ortsbild. | 09240742 |
| Direkt Bild zu diesem Denkmal hochladen | Wohnhaus | Wagnergasse 6 (Karte)                           | 1837                                                              | Obergeschoss Fachwerk, baugeschichtlich von Bedeutung. Erdgeschoss massiv, schönes Türportal mit Zahnschnitt und datiert, originale Fenstergewände, Giebel verschiefert, Krüppelwalmdach. | 09240745 |

## Hennersdorf
| Bild                                    | Bezeichnung | Lage                                    | Datierung                 | Beschreibung | ID       |
| --------------------------------------- | --- | --------------------------------------- | ------------------------- | --- | -------- |
| Weitere Bilder                          | Gedeckte Holzbrücke über die Zschopau (Hausbrücke)                                                                         | (Flurstücke 68b, 264/14, 196/7) (Karte) | 1840                      | Von verkehrsgeschichtlicher, baugeschichtlicher und baukünstlerischer Bedeutung. Brückenbauwerk errichtet 1840 durch C. F. Uhlig, bei Restaurierung 1971 durch Stahlkonstruktion unter der Fahrbahn verstärkt. Gespannte Hängekonstruktion: zwei trapezförmige Sprengwerke mit je zwei Hängesäulen, maximale Spannweite von 16,5 m, massiver Mittelpfeiler, Walmdach, 37 m lang, 4,1 m breit, lichte Weite von etwa 14,5 m, lichte Höhe über Mittelwasser von etwa 5 m. Objekt bereits in der DDR-Bezirksdenkmalliste des Kreises Flöha als Denkmal verzeichnet. Weitere gedeckte Holzbrücke: Leubsdorf, Ortsteil Hohenfichte (09240658). | 09240924 |
| Direkt Bild zu diesem Denkmal hochladen | Wohnstallhaus eines ehemaligen Dreiseithofes                                                                               | Augustusburger Straße 12 (Karte)        | Um 1798                   | Verputzter Bruchsteinbau mit Drempel, Satteldach, baugeschichtlich von Bedeutung. Erdgeschoss eventuell älter, Datierung bei Erfassung Ende 19. Jahrhundert geschätzt. | 09240911 |
| Direkt Bild zu diesem Denkmal hochladen | Ehemalige Schule | Augustusburger Straße 14 (Karte)        | 1837                      | Heute Wohnhaus, markanter Putzbau mit Krüppelwalmdach und mittigem Dachreiter (Glockenturm), baugeschichtlich und ortsgeschichtlich von Bedeutung. Mit Glockenturm und Wetterfahne, in der Literatur wird als Erbauungsjahr auch 1838 genannt. | 09240912 |
| Direkt Bild zu diesem Denkmal hochladen | Wohnhaus mit Einfriedung und Gartenlaube                                                                                   | Augustusburger Straße 17 (Karte)        | 1837                      | Wohnhaus Obergeschoss Fachwerk, baugeschichtlich von Bedeutung. Erdgeschoss massiv mit originalen Tür- und Fenstergewänden, Giebel verschiefert, Gartenlaube und Zaun um 1900. | 09240914 |
| Direkt Bild zu diesem Denkmal hochladen | Wohnstallhaus | Augustusburger Straße 23 (Karte)        | 1. Hälfte 19. Jahrhundert | Obergeschoss Fachwerk, baugeschichtlich von Bedeutung. Erdgeschoss massiv mit zu großem Fenster, Satteldach. | 09240915 |
| Direkt Bild zu diesem Denkmal hochladen | Wohnhaus | Augustusburger Straße 27 (Karte)        | 1869                      | Zeittypischer Putzbau mit übergiebeltem Mittelrisalit und Freigespärre in den Giebeln, aufwendig gearbeitete Veranden, baugeschichtlich und ortsentwicklungsgeschichtlich von Bedeutung | 09305172 |
| Direkt Bild zu diesem Denkmal hochladen | Denkmal für die Gefallenen des Ersten Weltkrieges                                                                          | Bahnhofstraße (Karte)                   | 1925                      | Ortsgeschichtlich von Bedeutung. Initiiert: Militär- und Kriegerverein, Gesangsverein Hennersdorf. | 09240916 |
| Direkt Bild zu diesem Denkmal hochladen | Wohnstallhaus eines Bauernhofes                                                                                            | Bahnhofstraße 6 (Karte)                 | 1. Hälfte 19. Jahrhundert | Obergeschoss Fachwerk, baugeschichtlich von Bedeutung. Erdgeschoss massiv und verändert, Satteldach | 09240918 |
| Direkt Bild zu diesem Denkmal hochladen | Wohnstallhaus eines ehemaligen Bauernhofes                                                                                 | Bahnhofstraße 8 (Karte)                 | 1844                      | Obergeschoss Fachwerk verbrettert, baugeschichtlich von Bedeutung. Erdgeschoss und ein Giebel massiv, Tür zum Stall zugesetzt, Erdgeschoss falscher Putz, Dach: Krüppelwalm. | 09240919 |
| Direkt Bild zu diesem Denkmal hochladen | Westliches Wohnstallhaus und östliche Scheune eines Dreiseithofes                                                          | Bahnhofstraße 12 (Karte)                | 1830                      | Wohnstallhaus Obergeschoss Fachwerk verbrettert, Scheune Obergeschoss Fachwerk, baugeschichtlich und wirtschaftsgeschichtlich von Bedeutung. Wohnhaus: Satteldach, beide Giebel massiv, Erdgeschoss mit originalen Tür- und Fenstergewänden, Fenster teilweise original. | 09240920 |
|                                         | Nördliches (Nr. 16) und südliches (Nr. 18) Fabrikgebäude einer ehemaligen Spinnerei (Werk- und Studienzentrum Hennersdorf) | Bahnhofstraße 16, 18 (Karte)            | Um 1830                   | Nummer 16 lang gestreckter zweigeschossiger Putzbau mit leicht hervortretenden Kopfbauten, flacher übergiebelter Mittelrisalit, Gurtgesims, Nummer 18 viergeschossiger Putzbau mit Walmdach, als eine der frühen Baumwollspinnereien in Sachsen von großer industriegeschichtlicher Bedeutung | 09240921 |
| Direkt Bild zu diesem Denkmal hochladen | Ehemaliges Wohnstallhaus                                                                                                   | Bahnhofstraße 20 (bei) (Karte)          | Vor 1800                  | Heute Wohnhaus, Obergeschoss Fachwerk, baugeschichtlich und ortsbildprägend von Bedeutung. Zweigeschossiger längsrechteckiger Bau, Erdgeschoss massiv unterfahren, Haustür mit Holzeinfassung, Fachwerkobergeschoss mit unregelmäßig angeordneten Streben, einriegelig, Obergeschoss teilweise verkleidet, an hinterer Traufseite zwei massive Anbauten ohne Denkmalwert, ursprünglich Umgebindehaus (Blattsassen am Rähm). | 09247723 |
| Direkt Bild zu diesem Denkmal hochladen | Drei Wohnhäuser mit Scheune                                                                                                | Erdmannsdorfer Straße 2 (Karte)         | 1860                      | Historistische Gebäudegruppe, bestehend aus drei Gebäudeteilen und nördlich anschließender Scheune, in Anlehnung an den Schweizer Stil mit Zierfachwerk am rückwärtigen Türmchen, Scheune verbretterte Holzkonstruktion, malerisches Ensemble von baugeschichtlichem Wert | 09240922 |
| Direkt Bild zu diesem Denkmal hochladen | Häuslerhaus | Zschopauer Straße 3 (Karte)             | 1. Hälfte 19. Jahrhundert | Obergeschoss Fachwerk, Giebel verkleidet, baugeschichtlich von Bedeutung. Erdgeschoss und ein Giebel massiv, originale Fenster- und Türgewände, Satteldach. | 09240923 |

### Ehemaliges Denkmal (Hennersdorf)
| Bild                                    | Bezeichnung                            | Lage                            | Datierung | Beschreibung | ID       |
| --------------------------------------- | -------------------------------------- | ------------------------------- | --------- | --- | -------- |
| Direkt Bild zu diesem Denkmal hochladen | Gasthof „Brückenschenke“ mit Saalanbau | Augustusburger Straße 9 (Karte) | 1886      | Breit gelagerter Putzbau mit Walmdach, baugeschichtlich und ortsgeschichtlich von Bedeutung. Modernisiert, leicht verändert. Im März 2024 abgerissen. | 09240910 |

## Kunnersdorf
| Bild                                    | Bezeichnung | Lage                                   | Datierung                                             | Beschreibung | ID       |
| --------------------------------------- | --- | -------------------------------------- | ----------------------------------------------------- | --- | -------- |
| Direkt Bild zu diesem Denkmal hochladen | Nördliches Seitengebäude eines Dreiseithofes | Am Berg 1 (Karte)                      | Vermutlich 1763                                       | Ehemaliger Pferdestall, heute Wohnhaus, Obergeschoss Fachwerk, baugeschichtlich und wirtschaftsgeschichtlich von Bedeutung. Krüppelwalmdach, teilweise Veränderungen im Erdgeschoss, bei Erfassung geschätzte Datierung 1832. | 09240838 |
| Direkt Bild zu diesem Denkmal hochladen | Häusleranwesen | Am Berg 2 (Karte)                      | Nach 1800                                             | Schlichter, zeittypischer Fachwerkbau, baugeschichtlich und ortsbildprägend von Bedeutung. Zweigeschossiger, rechteckiger Grundriss, Erdgeschoss massiv, verputzt und verändert (zu große Fensteröffnungen), Obergeschoss schlichtes Fachwerk mit Eckstreben, Giebeldreieck verschiefert, Satteldach mit Schieferdeckung.                                   | 09243488 |
| Direkt Bild zu diesem Denkmal hochladen | Östliches Wohnstallhaus eines Bauernhofes | Am Berg 3 (Karte)                      | 1880                                                  | Obergeschoss Fachwerk, baugeschichtlich von Bedeutung. Erdgeschoss massiv, ein zu großes Fenster, ein Giebel massiv, Satteldach, Tür und Fenster erneuert. | 09240839 |
| Direkt Bild zu diesem Denkmal hochladen | Brücke über den Mühlgraben | Brückenweg 1 (bei) (Karte)             | Bezeichnet mit 1863                                   | Baugeschichtlich von Bedeutung. Schlussstein bezeichnet mit „G. A. Pross Winner 1863“. | 09240840 |
| Direkt Bild zu diesem Denkmal hochladen | Wohnstallhaus, Seitengebäude und Scheune eines Dreiseithofes sowie Hofpflaster | Dittmannsdorfer Straße 2 (Karte)       | Um 1800                                               | Wohnstallhaus Obergeschoss Fachwerk, Giebel Fachwerk, Satteldach, Seitengebäude Obergeschoss Fachwerk, Satteldach, Scheune verbretterte Holzkonstruktion, authentisch erhaltene Hofanlage, baugeschichtlich, wirtschaftsgeschichtlich und ortsbildprägend von Bedeutung. Erdgeschoss massiv mit Porphyrgewänden, ein Türgewände entfernt, Satteldach.       | 09240841 |
| Direkt Bild zu diesem Denkmal hochladen | Wohnhaus | Dittmannsdorfer Straße 7 (Karte)       | 1927                                                  | Qualitätvolles Holzhaus in Blockbauweise, möglicherweise von Christoph & Unmack aus Niesky, baugeschichtlich von Bedeutung. Eingeschossig mit Drempel, Satteldächer, unterschiedliche Fensterformate mit Sprossenfenstern, Sockel Werkstein, im Inneren originale Türen, Treppe, Raumteilung erhalten, Gartenseite überdachte Terrasse, Holzfertigteilhaus. | 09241993 |
| Direkt Bild zu diesem Denkmal hochladen | Wohn- und Kontorgebäude der ehemaligen Grobgarnspinnerei Weißbach | Dittmannsdorfer Straße 9a (Karte)      | 1906                                                  | Zeittypischer Putzbau mit Zierfachwerk im Giebelbereich, baugeschichtlich von Bedeutung | 09240842 |
| Direkt Bild zu diesem Denkmal hochladen | Häuslerhaus | Hennersdorfer Straße 1 (Karte)         | Um 1820                                               | Obergeschoss Fachwerk, baugeschichtlich von Bedeutung. Erdgeschoss massiv, verändert mit zu großen Fenstern, Satteldach, angebauter Schuppen, bildet Ensemble mit Nachbarhäusern, deswegen Erhaltung wichtig. | 09240843 |
| Direkt Bild zu diesem Denkmal hochladen | Häuslerhaus | Hennersdorfer Straße 3 (Karte)         | 1825                                                  | Weitgehend original erhaltenes Gebäude mit Fachwerkobergeschoss, baugeschichtlich und heimatgeschichtlich von Bedeutung | 09240844 |
| Direkt Bild zu diesem Denkmal hochladen | Wohn- und Verwaltungsgebäude (später Villa, heute Wohnhaus) der ehemaligen Baumwollfliess- und Verbandwatte-Fabrik A. Schreiber & Co. sowie Fabrikgebäude mit zwei Maschinensälen, darin 8 Krempelmaschinen und zugehörige Kastenspeiser | Kleinolbersdorfer Straße 5, 5a (Karte) | 1859 (Fabrik); 1899 (Neubau nach Brand); 1905 (Villa) | Als Standort einer der ältesten Wattefabriken Sachsens, von industriegeschichtlicher sowie baukünstlerischer (Villa) Bedeutung, den inzwischen seltenen Textilmaschinen des ausgehenden 19. Jahrhunderts kommt ebenso eine große technikgeschichtliche Bedeutung zu                                                                                         | 09243880 |
| Direkt Bild zu diesem Denkmal hochladen | Wohnhaus über den Resten eines Kalkofens | Talstraße 4 (Karte)                    | Um 1890                                               | Hoher Bruchsteinsockel, darüber Putzbau mit Zwerchdach, baugeschichtlich von Bedeutung, Balkone, Schwebegiebel | 09240845 |
| Direkt Bild zu diesem Denkmal hochladen | Nördliches Wohnstallhaus eines Dreiseithofes | Talstraße 28 (Karte)                   | 1816                                                  | Obergeschoss und Giebel Fachwerk, Krüppelwalmdach, baugeschichtlich und ortsbildprägend von Bedeutung. Originale Fenster- und Türgewände, Fenster im Erdgeschoss teilweise zu breit, entstellender Anbau, durch Kubatur und Ortslage wichtig für Ortsbild.                                                                                                  | 09240846 |

## Tabellenlegende
- Bild: Bild des Kulturdenkmals, ggf. zusätzlich mit einem Link zu weiteren Fotos des Kulturdenkmals im Medienarchiv Wikimedia Commons. Wenn man auf das Kamerasymbol klickt, können Fotos zu Kulturdenkmalen aus dieser Liste hochgeladen werden:
- Bezeichnung: Denkmalgeschützte Objekte und ggf. Bauwerksname des Kulturdenkmals
- Lage: Straßenname und Hausnummer oder Flurstücknummer des Kulturdenkmals. Die Grundsortierung der Liste erfolgt nach dieser Adresse. Der Link (Karte) führt zu verschiedenen Kartendiensten mit der Position des Kulturdenkmals. Fehlt dieser Link, wurden die Koordinaten noch nicht eingetragen. Sind diese bekannt, können sie über ein Tool mit einer Kartenansicht einfach nachgetragen werden. In dieser Kartenansicht sind Kulturdenkmale ohne Koordinaten mit einem roten bzw. orangen Marker dargestellt und können durch Verschieben auf die richtige Position in der Karte mit Koordinaten versehen werden. Kulturdenkmale ohne Bild sind an einem blauen bzw. roten Marker erkennbar.
- Datierung: Baubeginn, Fertigstellung, Datum der Erstnennung oder grobe zeitliche Einordnung entsprechend des Eintrags in der sächsischen Denkmaldatenbank
- Beschreibung: Kurzcharakteristik des Kulturdenkmals entsprechend des Eintrags in der sächsischen Denkmaldatenbank, ggf. ergänzt durch die dort nur selten veröffentlichten Erfassungstexte oder zusätzliche Informationen
- ID: Vom Landesamt für Denkmalpflege Sachsen vergebene, das Kulturdenkmal eindeutig identifizierende Objekt-Nummer. Der Link führt zum PDF-Denkmaldokument des Landesamtes für Denkmalpflege Sachsen. Bei ehemaligen Kulturdenkmalen können die Objektnummern unbekannt sein und deshalb fehlen bzw. die Links von aus der Datenbank entfernten Objektnummern ins Leere führen. Ein ggf. vorhandenes Icon  führt zu den Angaben des Kulturdenkmals bei Wikidata.

## Ausführliche Denkmaltexte
1. ↑  Kattun-Bleiche (Kunnersdorfer Straße 5 in Erdmannsdorf):

Das im Zschopautal, am südlichen Ortseingang von Erdmannsdorf gelegene Gebäude wurde vor 1788 errichtet, denn bereits in diesem Jahr findet sich eine urkundliche Erwähnung als Kattunbleiche. Die Konstruktion und die Gestaltung des älteren Hausteils, z. B. die Gestaltung von Haustür, Fenstern, Türportal, Fenstergewänden sowie der Fachwerkkonstruktion im Obergeschoss, bestätigen diese Aussage. Allerdings ergibt sich daraus auch die Annahme, dass dieses Gebäude auch nicht wesentlich früher als 1788 errichtet wurde. Als Erbauungszeit kommt damit der Zeitraum zwischen 1750 und 1788 in Frage. Der Vergleich mit den ebenfalls unter Denkmalschutz stehenden Gebäuden der Gemeinde Erdmannsdorf verdeutlicht, dass die alte Kattunbleiche zu den ältesten, noch gut erhaltenen Bauten gehört. Es handelt sich hierbei eindeutig um den ältesten Industriebau des Ortes. Die alte Kattunbleiche ist damit ein bedeutendes bauliches Dokument der Ortsgeschichte.

Sie befand sich seit 1854 im Besitz von Carl Gottfried Fischer aus Chemnitz, dem auch die benachbarte Spinnerei gehörte, die sich zum bedeutendsten Betrieb und zum größten Arbeitgeber des Ortes entwickelte. Die Entwicklung der Gemeinde Erdmannsdorf im 19. und zu Beginn des 20. Jahrhunderts ist eng mit dieser industriellen Entwicklung verknüpft (Wachstum des Ortes durch Neubau von Wohnhäusern, Bau einer neuen Kirche und eines Rathauses, Eisenbahnanschluss). Die fortschreitende industrielle Entwicklung des 19. und 20. Jahrhunderts befördert, wie in Sachsen allgemein, die Entwicklung des Ortes. Die Kattunbleiche und die alte Spinnerei sind wichtige Zeitzeugen dieser industriellen Entwicklung, hieraus leiten sich ihre industriegeschichtliche und regionalhistorische Bedeutung und damit das öffentliche Erhaltungsinteresse ab.

Im Jahr 1876 erfolgte eine Erweiterung des Gebäudes: das Haus wird an seiner Westseite verlängert, der alte Dachstuhl wird durch ein Drempelgeschoss und einen neuen Dachstuhl ersetzt. Dieser Anbau und das Drempelgeschoss wurden in ihrer Gestaltung an den alten Baukörper angepasst, so dass das Haus ein einheitliches Erscheinungsbild erhielt. Im Zuge dieser Baumaßnahmen wurden die alten Zimmertüren durch neue ersetzt, von denen allerdings nur noch einige im Dachgeschoss erhalten blieben. Bemerkenswert ist die eiserne Treppe zwischen Erdgeschoss und Obergeschoss sowie zwischen Obergeschoss und Dachgeschoss, die qualitätvolle Historismusverzierungen aufweist. Derartige Eisentreppen wurden vorwiegend im Industriebau verwendet, vereinzelt auch in Wohnbauten der Jahrhundertwende. Aus der Kenntnis des Denkmalbestandes im Regierungsbezirk Chemnitz (Erfassungsstand 1997) muss festgestellt werden, dass Eisentreppen gleicher gestalterischer Qualität nur noch vereinzelt anzutreffen sind. Demzufolge ergibt sich der Denkmalwert dieser Treppenanlage auch aus ihrer Singularität.

Der auf längsrechteckigem Grundriss errichtete Fachwerkbau mit massivem, verputztem Erdgeschoss und Satteldachabschluss zeichnet sich durch einen hervorragenden Originalzustand aus. Zu nennen sind die Kubatur des Gebäudes, die Dachform, die Anordnung und Proportion der Fensteröffnungen, die Fenstergewände, das Türportal, die Kreuzstockfenster bzw. Drehflügelfenster mit Oberlichtern sowie die Haustür, die seit der Erbauungszeit bzw. seit der Umbauphase von 1876 im Wesentlichen unverändert erhalten blieben. Die alte Kattunbleiche ist demzufolge nicht nur ein industriegeschichtliches Denkmal, sondern auch ein Zeugnis des Bauhandwerks im 18. und ausgehenden 19. Jahrhundert. Im Inneren wurden verschiedene Modernisierungsmaßnahmen durchgeführt, die jedoch nicht zur Vernichtung wesentlicher Bestandteile des Kulturdenkmals führten.

Das öffentliche Erhaltungsinteresse an der alten Kattunbleiche und die Denkmalwürdigkeit leiten sich ab von der regionalhistorischen und der industriegeschichtlichen Bedeutung (wie oben ausgeführt). Weiterhin ergibt sich die Denkmalwürdigkeit aus der wissenschaftlich- dokumentarischen Bedeutung als Dokument des Bauhandwerks und der Lebensweise im 18. und 19. Jahrhundert. Diese Bedeutung ergibt sich vor allem aus dem erwähnten guten Originalzustand des Bauwerks. Auf die Singularität der Treppenanlage wurde bereits hingewiesen. Der Denkmalwert dieses Gebäudes ergibt sich aus seiner technikgeschichtlichen und regionalhistorischen Bedeutung sowie seinem wissenschaftlich- dokumentarischem, städtebaulichem und landschaftsgestaltendem Wert.
2. ↑  Villen mit Gärten und Nebengebäuden der Fabrikanten Hauschild (Sachgesamtheit):

Das Gebäudeensemble aus den beiden Villen und fünf Nebengebäuden wird von den beiden Villengärten eingerahmt. Die Anlagen wurden zwischen 1883 und 1892 von dem bedeutenden Gartenkünstler Max Bertram gestaltet.

Villengarten Hohenfichtener Straße 1:
  - Bauliche Schutzgüter:
    - Gebäude: Villa
    - Einfriedung: südlich der Villa Reste eines Ziergitterzaunes
    - Erschließung: Zufahrt von der Hohenfichtener Straße östlich der Villa, Zugangspforte mit einflügligem Ziergittertor südlich der Villa, Wegesystem kaum noch ablesbar

  - Vegetation: wertvoller Altbaumbestand aus u. a. Rot-Buche (Fagus sylvatica), Blut-Buche (Fagus sylvatica f. purpurea), Säulen-Eiche (Quercus robur 'Fastigiata'), Kiefer (Pinus spec.), Weymouths-Kiefer (Pinus strobus) vor allem in Gebäudenähe
  - Sonstige Schutzgüter, Bodenrelief: Gelände nach Norden hin abfallend, in der Südwestecke des Gartens terrassierte Fläche

Villengarten Hohenfichtener Straße 5:
  - Bauliche Schutzgüter:
    - Gebäude: Villa und Nebengebäude
    - Einfriedung: an der nördlichen, östlich und südlichen Grundstücksgrenze Sandsteinpfosten des Einfriedungszaunes erhalten, Ziergitterzaun zu den ehemaligen Wirtschaftsgebäuden
    - Erschließung: Zugang von der Hohenfichtener Straße nördlich der Villa, Wegesystem noch gut ablesbar
    - Gartenbauten: Musikpavillon aus Fachwerk und Klinker östlich der Villa an der Ostgrenze des Grundstücks, Reste einer kleinen Gartenbrücke über den Bach an der Nordostgrenze des Gartens (Zugang in den angrenzenden Wald)
    - Wasserelemente: kleiner, trocken gefallener Teich und Bachlauf im Nordosten

  - Vegetation: wertvoller Altbaumbestand aus u. a. Rot-Buche (Fagus sylvatica), Blut-Buche (Fagus sylvatica f. purpurea), Stiel-Eiche (Quercus robur), Linde (Tilia spec.), Berg-Ahorn (Acer pseudoplatanus), Tanne (Abies spec.), Hemlockstanne (Tsuga canadensis) und Rhododendren; Geophyten: Schneeglöckchen und Buschwindröschen
  - Sonstige Schutzgüter, Bodenrelief: Gelände nach Osten hin abfallend, Blickbeziehung vom Musikpavillon nach Osten über die Flöha in die Landschaft zugewachsen
3. ↑  Villa Hohenfichtener Straße 1 in Grünberg:

1895 für den Fabrikanten Eugen Max Hauschild erbaute Villa mit großzügigem Garten. Eugen Max Hauschild ist der Sohn von Maximilian Hauschild, Gründer der überregional bedeutsamen Baumwollspinnerei von Hohenfichte. Um 1905 wird der Fabrikbesitzer Maximilian Julius Hauschild Eigentümer des Grundstücks. Zu diesem Zeitpunkt erfolgten Umbauten an der Villa, durch die ihr heutiges Erscheinungsbild wesentlich geprägt wird. Seit 1937 übernahm der Fabrikant Maximilian Oskar Richard Alfred Hauschild die Villa, die nach 1945 beschlagnahmt und 1946 durch Volksentscheid enteignet wurde. In ihr wurde ein Städtisches Erholungsheim der Stadt Chemnitz für Mütter mit Kindern eingerichtet. Nach 1990 erfolgte eine Reprivatisierung.

Die Villa sowie der Garten blieben in sehr gutem Originalzustand erhalten. Bemerkenswert ist auch die qualitätvolle mobile und feste Ausstattung aus der Umbauzeit, die selbst unter Denkmalschutz steht. Der zweigeschossige Putzbau wird durch aufwendiges Zierfachwerk der Giebel geprägt. Die Fenster- und Türgewände wurden aus Porphyrtuff hergestellt. Für das Erscheinungsbild bedeutsam sind die mehrfügligen Fenster. Die Villa ist Teil eines Villenensembles, welches sich die Fabrikbesitzer Familie Hauschild oberhalb ihrer Fabrik errichten ließ. Die Villen sind alle eingebettet in großzügige Gärten.

Der Denkmalwert ergibt sich aus der baukünstlerischen Bedeutung auf Grund der anspruchsvollen architektonischen Ausbildung sowie aus der großen ortsgeschichtlichen und ortsentwicklungsgeschichtlichen Bedeutung als geschlossen erhaltenes Ensemble von Fabrik, Arbeiterwohnhäusern, Angestelltenwohnhäusern und Villenkolonie der Fabrikanten, welches in dieser Geschlossenheit in Sachsen nur noch vereinzelt anzutreffen ist.
4. ↑  Wohnhaus Augustusburger Straße 27 in Hennersdorf:

Zweigeschossiger Putzbau über Sockelgeschoss, übergiebelter Mittelrisalit mit zwei Achsen, insgesamt sechs Fensterachsen, Fenster- und Türgewände aus Hilbersdorfer Porphyrtuff, an der Westseite aufwendig gearbeitete zweigeschossige hölzerne Veranda, an der Ostseite steinerne Eingangsüberdachung mit darüber liegendem hölzernem Balkon, Satteldach mit zwei Dachhäuschen zur Straße, in den Giebeln Freigespärre, Balkone an der Nordostseite und Nordseite mit Holzbrüstung, abgewandte Traufseite mit Graupelputz, andere Fassaden nach 1990 neu verputzt, alle Fenster erneuert, Haustür vermutlich von 1908, seitliche Haustür vermutlich 1912/13, Erdgeschoss ursprünglich Bruchsteinmauerwerk (auch untere Bereiche des Mittelrisalites aus Bruchsteinen), im Obergeschoss durchgehend Ziegelmauerwerk, Hausvorderseite mit Fenstergewänden mit waagerechter Verdachung, Hausrückseite Gewände teilweise mit einer Hohlkehlung (19. Jahrhundert?), im Inneren Mittelflur mit beiderseits anschließenden zwei Zimmern mit jeweils separatem Eingang, im Hausflur Fliesenbelag (vermutlich um 1901 mit ornamentaler Dekoration in schwarz/weiß), Fensterlaibungen im Erdgeschoss mit Rundbögen, in Wohnbereich im Erdgeschoss stand 2015 noch ein Kachelofen mit grünen Ofenkacheln, vermutlich um 1913 errichtet (der Ofen wurde von Eigentümer 2014 verkauft, 2015 im Februar noch im Haus), Obergeschoss in gleicher Weise wie Erdgeschoss gegliedert, keine gestalterischen Besonderheiten, alle Zimmertüren nach 1990 neu gefertigt, Dachstuhl vermutlich um 1901 oder bauzeitlich, Haus unterkellert, Treppenabgang mit Tonnengewölbe aus Ziegeln auf Gurtbogen, dort auch zugemauertes Stichbogenportal (vermutlich Spolie aus anderem Haus), Keller gemauertes Tonnengewölbe mit Scheitelpunkt in Fußbodenhöhe.

1869 für Frau Johanna Christiana verwitwete Felber vermutlich als Mehrfamilienwohnhaus erbaut. Am 28. Juli 1884 kaufte der Wollhändler Friedrich Ferdinand Löschner das Grundstück von Adolph Felber (vermutlich Erbe der Vorbesitzerin). Seit 27. November 1900 war der Wattfließfabrikant Ernst Heinrich Uhlmann neuer Eigentümer des Hauses. Er ließ 1908 eine hölzerne zweigeschossige Veranda am Südgiebel anbauen. Seit 1910 bis vermutlich 1950 befand sich das Haus im Eigentum der Privata Lina Sophie verwitwete Dessart geborene Trinkmann. Sie ließ 1912 umfangreiche Baumaßnahmen am Haus durchführen. Aus dieser Zeit stammen der separate Eingang östlich des Hauseingangs sowie diverse Balkonanbauten. Die Baumaßnahmen aus den Jahren 1908 und 1912 prägen heute das Erscheinungsbild des Gebäudes maßgeblich, obwohl der ursprüngliche zweigeschossige Putzbau mit Mittelrisalit sowie weitgehend die Raumstruktur von 1869 beibehalten wurde.

Aus den Bauplänen des Jahres 1908 kann man entnehmen, dass das Haus wohl als Vierfamilienwohnhaus errichtet wurde. Auf jeder Etage befanden sich beiderseits des Hausflurs jeweils eine Wohnung mit Stube, Kammer und Küche. An der Raumaufteilung im Haus änderte sich auch 1912 nichts. Lediglich die Erdgeschosswohnung in der rechts des Hauseingangs befindlichen Haushälfte wurde durch einen separaten überdachten Eingang, ein großes Rundbogenfenster und einen Wintergarten aufgewertet. Möglicherweise wohnte hier die Hauseigentümerin selbst. Trotz nachfolgender Sanierungen blieb bis heute die Raumstruktur des Hauses sowie das Dachgeschoss mit diversen Kammern der Erbauungszeit weitgehend unverändert erhalten.

Geprägt wird der zweigeschossige zeittypische Putzbau durch den Mittelrisalit mit Dacherker, Fensterverdachungen im Obergeschoss sowie Gauben mit Schwebegiebeln aus der Erbauungszeit und den südwestlichen Verandaanbau, das markante Haustürvordach, den Wintergartenanbau nordöstlich mit Balkon im Obergeschoss sowie weitere Balkone an der Nordtraufseite von 1912. Wie bereits erwähnt, wurde die Veranda vollständig in Holz ausgeführt. Auch die Balkone, sicherlich ebenso durch den sogenannten „Schweizer Stil“ geprägt, bilden eine harmonische Ergänzung des Ursprungsbaus. Beeindruckend ist der sehr gute Originalzustand des Hauses. Neben der Häusergruppe Erdmannsdorfer Straße 2, welche annähernd zeitgleich erbaut und etwa zur gleichen Zeit erweitert wurde, gibt es keine weiteren authentisch erhaltenen Bauwerke aus der 2. Hälfte des 19. Jahrhunderts im Ort, welche noch einmal zu Beginn des 20. Jahrhunderts eine gestalterische Aufwertung erfuhren. Es ist wohl anzunehmen, dass das Wohnhaus Augustusburger Straße 27 ebenso wie der Hauskomplex an der Erdmannsdorfer Straße in ihrer Gestaltung maßgeblich durch die Architektur der Augustusburger Landhäuser geprägt wurden, wenn nicht sogar die Handschrift einzelner Baumeister tragen. Der Denkmalwert des Wohnhauses Augustusburger Straße 27 ergibt sich zum einen aus dessen baugeschichtlichem Wert als Beispiel des schon städtisch geprägten Bauens in den zunehmend durch die Industrialisierung geprägten Dörfern im Umland von Chemnitz im ausgehenden 19. und beginnenden 20. Jahrhundert. Zum anderen kommt dem Gebäude auch ein ortsentwicklungsgeschichtlicher Wert zu.

Die zunehmende Industrialisierung führte auch dazu, dass sich im 19. Jahrhundert in den Dörfern entlang der Zschopau aus den Mühlen Textilfabriken bildeten. So z. B. die Spinnfabrik des Chemnitzer Kaufmanns Friedrich Wilhelm Greding, die bereits seit 1831 in Hennersdorf betrieben wurde. Neben anderen Gewerken, wie z. B. Holzschleifereien und Sägewerke, entstand 1885 durch Umbau die Wattefließfabrik von Ernst Heinrich Uhlmann. Damit verbunden war ein erhöhter Bedarf an Arbeitskräften und somit bestand die Notwendigkeit zur Schaffung von Wohnraum. Neben Wohnraum für Arbeiter wurde auch Wohnraum für Angestellte benötigt. Es ist davon auszugehen, dass das Wohnhaus auch im Kontext dieser Wohnraumbeschaffung vermutlich für Angestellte oder auch Arbeiter erbaut worden war. Als Beispiel der im Zusammenhang mit der Industrialisierung stehenden Ortsentwicklung erlangt dieses Gebäude damit ortsentwicklungsgeschichtliche Bedeutung.
5. ↑  Hennersdorfer Baumwollspinnerei:

Die Hennersdorfer Baumwollspinnerei wurde um 1830 erbaut. Als Architekt wird Christian Friedrich Uhlig vermutet. Bauherr war die Spinnerei Greding. 1858 erwarb die Firma Hösel und Co. die Hennersdorfer Spinnerei, 1888 bis 1970 befand sie sich im Eigentum der Firma J. G. Leistner. Ab 1972 wurde die Fabrik durch mehrere Möbelbetriebe als Produktionsstätte genutzt. Schließlich kaufte 1991 die Werk- und Studiengemeinschaft Gnadenthal das gesamte Grundstück und baute die Fabrik um, so dass die Räumlichkeiten für eine christliche Lebensgemeinschaft und als geistliches Begegnungszentrum genutzt werden konnten. Der neue Eigentümer bemühte sich um eine denkmalgerechte Sanierung. Durch Schwammbefall waren aber z. B. die Deckenkonstruktionen im Inneren nicht zu halten, so dass das gesamte Fabrikgebäude entkernt werden musste. Im Laufe der Zeit war es schon zuvor zu mehreren Vereinfachungen gekommen. So wurde an das Spinnereigebäude ein sechsgeschossiger Anbau (vermutlich Fahrstuhlschacht oder Treppenhaus) angefügt, der bei der Sanierung entfernt wurde. Das ursprüngliche Satteldach mit halbem Schopf wurde in ein Walmdach umgewandelt. Die prägenden Dachhechte waren entfernt und auch bei der in den 1990er Jahren erfolgten Sanierung leider nicht rekonstruiert worden.

Das Spinnereigebäude ist ein viergeschossiger Putzbau mit regelmäßig angeordneten Rechteckfenstern. Abgeschlossen wird es, wie bereits erwähnt, durch ein Walmdach. Gegenüber steht noch das ehemalige Wohn- und Verwaltungsgebäude, ein breitlagernder Bau mit Mittelrisalit. Das Haus wurde durch ein hohes Satteldach mit mehrreihig angeordneten Dachhechten abgeschlossen. Bekrönt wurde es von einem kleinen Uhrtürmchen, welches schon zum Zeitpunkt der Denkmalausweisung im Jahr 1994 nicht mehr vorhanden war. In Richtung Eisenbahnstrecke ist ein Querflügel mit hohem Walmdach angefügt. Die Hoffläche zwischen beiden Gebäude hatte offensichtlich ursprünglich ein repräsentatives Erscheinungsbild mit großem Springbrunnen und einem Gartenhaus. Heute blieben nur das Spinnerei und das Wohn- und Verwaltungsgebäude erhalten. Trotz gewisser baulicher Vereinfachungen sind beide Bauwerke typische industrielle Zweckbauten. Als Beispiele des Industriebaus des beginnenden 19. Jahrhunderts und vermutlich als Bauten, die nach Entwürfen des bedeutenden Architekten Christian Friedrich Uhlig entstanden, der auch durch zahlreiche Kirchenbauten im 19. Jahrhundert bekannt war, erlangen die genannten Bauten baugeschichtliche Bedeutung. Als Standort einer der frühen sächsischen Spinnereien kommt diesen auch eine große industriegeschichtliche Bedeutung zu.
6. ↑  Baumwollfliess- und Verbandwatte-Fabrik A. Schreiber & Co. in Kunnersdorf:
  - Villa: zweigeschossiger Bau in Klinkermischbauweise auf unregelmäßigem Grundriss, Segmentbogen- und Rechteckfenster mit sprossengeteilten Oberlichtern, unregelmäßige Dachlandschaft, Walm- und Krüppelwalmdächer mit Biberschwanzdeckung, kleiner Fachwerk-Anbau sowie zweigeschossiger Fachwerk-Wintergarten, in Giebeln Zierfachwerk, 1905 als Landhaus für Theodor und Linus Schuffenhauer nach Plänen und unter Leitung des Chemnitzer Architekten und Baumeisters Georg Bergmann erbaut, 1914 Umbauten am damaligen Wohn- und Geschäftshaus der Firma Schreiber & Co., Bauausführung durch F. Lindner und Sohn
  - Maschinenausstattung (Krempelmaschinen Nummer 1–4 wurden nach einem Brand 2013 verschrottet):
    - Krempel 1: Herkunft und Baujahr unbekannt, möglicherweise wie Krempel 2
    - Krempel 2: Typenschild „Sächsische Maschinenfabrik vormals Richard Hartmann AG Chemnitz Nummer 1“
    - Krempel 3: Typenschild wie Krempel 2, aber Aussehen wie Krempel 6
    - Krempel 4: alles unbekannt, Aussehen wie Krempel 1–3
    - Krempel 5: Krempel Oscar Schimmel & Co. A. G. Chemnitz 1912, Kastenspeiser: C. Oswald Liebscher Chemnitz
    - Krempel 6: Krempel Oscar Schimmel & Co. A. G. Chemnitz 1913, Kastenspeiser: C. Oswald Liebscher Chemnitz
    - Krempel 7: Krempel Oscar Schimmel & Co. A. G. Chemnitz 1912, Kastenspeiser: C. Oswald Liebscher Chemnitz
    - Krempel 8: Krempel Sächsische Maschinenfabrik vormals Richard Hartmann AG Chemnitz Nummer 1,  Kastenspeiser C. Oswald Liebscher Chemnitz
    - Krempel 9: Krempel Oscar Schimmel & Co. A. G. Chemnitz 1912, Kastenspeiser: C. Oswald Liebscher Chemnitz
    - Krempel 10: Krempel Oscar Schimmel & Co. A. G. Chemnitz 1912, Kastenspeiser: C. Oswald Liebscher Chemnitz
    - Krempel 11: Krempel: Typenschild Hannoversche Maschinenbau-Actien-Gesellschaft, vormals Georg Egestorff Werk Chemnitz 1910, Kastenspeiser: C. E. Schwalbe Nummer 2174
    - Krempel 12: Krempel: Oscar Schimmel & Co. A. G. Chemnitz 1899, Kastenspeiser: C. E. Schwalbe Nummer 1855

  - Fabrik: dreigeschossiger Bau in Klinkermischbauweise auf unregelmäßigem Grundriss, Segmentbogenfenster mit Klinkerbögen, Lisenen Klinker, Konsolfries, Fenster mit Sprossenteilung, Anbau an linker Seite halbrund, Sockel Bruchstein, Öffnungen teilweise zugesetzt, daran anschließend zweigeschossiger Klinkerbau mit Lisenengliederung, Ursprungsbau aus dem Ende des 19. Jahrhunderts wurde mehrfach erweitert
  - Baugeschichte: Bis 1840 Standort einer Wassermühle, welche zum Gut von Ernst Kunze gehörte. Befunde beim Umbau der Villa deuten darauf hin, dass es sich hierbei sowohl um eine Mahlmühle, als um eine Schneidemühle gehandelt hat. 1840 kauft David Zetteritz nach Abtrennung des Grundstückes vom Kunzegut die Mühle. 1849 erwirbt der Fabrikant Wilhelm Prosswimmer das Grundstück und ließ ein Spinnereigebäude errichten (vermutlich den Vorgängerbau des als Altbau bezeichneten Fabrikbaus). 1856 erwirbt der Fabrikant Alwin Schreiber das Grundstück und gründet 1859 die Baumwollfliess- und Verbandwatte-Fabrik. 1882 kommt es zum Brand des Fabrikbaus, welcher offensichtlich vollständig abgebrannt ist. Im Juni 1882 ist der Neubau an gleicher Stelle fertiggestellt. 1899 brennt der Fabrikbau erneut ab und wird im gleichen Jahr nach Plänen des Baumeisters F. Lindner und Sohn neu aufgebaut. Lediglich Anbauten scheinen erhalten geblieben zu sein, die allerdings nun nicht mehr erhalten sind. Dieser als Altbau bezeichnete Fabrikbau blieb weitgehend original erhalten. 1912 wird nach Plänen des Chemnitzer Architekten und Baumeisters Georg Bergmann an Anbau an das ältere Fabrikgebäude in ähnlicher Gestaltungsweise angefügt. auch dieser Anbau ist erhalten. Auch andere Anbauten, wie das Kessel- und Maschinenhaus wurden angefügt und zwischenzeitlich wieder abgebrochen. Hierzu gehört 1893 ein Kesselhaus, 1894 eine Wollniederlage, 1896 ein Lagergebäude. Das Lagergebäude brennt 1931 ab und wird unter Einbeziehung eventuell des Erdgeschossmauerwerks in heutiger Gestalt wieder erbaut (kein Denkmal). Das Lager diente als Fertigwarenlager. Bis 1972 im Privatbesitz, danach Verstaatlichung. Nach 1990 Privatisierung.

  - Zum Fabrikkomplex gehörte auch das ehemalige Mühlengebäude. In diesem Fachwerkbau wohnt der Fabrikant Alwin Schreiber. 1984 Abbruch des Mühlengebäudes. 1912 wurde ein Pferdestall erbaut. Das Gebäude wird heute als Wohnhaus genutzt. 1921 wurde der Wagenschuppen mit Wohnung im Obergeschoss errichtet. Das Gebäude blieb unverändert erhalten. Das 1933 errichtete Bleichereigebäude wurde an den Fabrikanbau angefügt. Später wurde dieser Gebäudeflügel baulich überformt (kein Denkmal). Das 1938 errichtete Büro- und Sozialgebäude wurde nicht als Kulturdenkmal ausgewiesen. Inzwischen erfolgte der Umbau zum Wohnhaus verbunden mit baulichen Veränderungen. Die Firma besaß mehrere Dampfmaschinen – 1884 Aufstellung einer 70 PS Dampfmaschine, Fabrikat Oschatz, 1912 Fabrikat Sulzberger mit 250 PS. Die Walzenkrempel wurden 1912 eingebaut, ein Aufzug folgte 1921.
  - Firmengeschichte: Der Fabrikant Alwin Schreiber kam aus der Mark Brandenburg, wo sein Vater eine Tuchfabrik betrieb. Mit dem Vater besuchte Schreiber bereits recht zeitig die Leipziger Messe. Nach der Lehrzeit beim Vater setzte er die Ausbildung bei seinem Onkel in der Tuchfabrik Penig fort. Nach seiner Hochzeit zog er nach Kunnersdorf. Um 1930 verstarb er in Dresden mit 96 Jahren. Seine Bekanntschaft mit Dr. Bruns (?), dem Erfinder der Verbandwatte, ist wohl überliefert. Um 1905 ging die Firma von Alwin Schreiber Konkurs. Die beiden Brüder Linus und Theodor Schuffenhauer kauften die Firma, wobei die Firma später noch als A. Schreiber & Co. firmierte. Linus Schuffenhauer war Hauptgeschäftsführer, während Theodor Schuffenhauer die Chemnitzer Verbandwattefabrik in der ehemaligen Frauenstraße leitete. Nach dem Tod von Linus Schuffenhauer im Jahr 1932 übernahm dessen Sohn Hans die Firma.
  - Gestrichene Objekte:
    - Scheune: eingeschossig mit Drempelgeschoss, Fachwerk verbrettert, teilweise massiv mit Garagen, flachgeneigtes Satteldach, Streichung 2010
    - Pferdestall: eineinhalbgeschossig, Klinkermischbau, Frontgiebel mit Zierfachwerk, Garageneinbauten, Satteldach (ohne Anbau), Streichung 2010
    - Schornstein: runder Querschnitt, gelber Klinker mit Ornamenten (roter Klinker), 2010 Abbruch beantragt, baufällig, Streichung 2010